# Grup Wagner
El Grup Wagner (en rus: Группа Вагнера, transliterat Gruppa Vàgnera) també conegut com a PMC Wagner, TxVK Wagner (TxVK és l'acrònim de Txàstnaia Voiénnaia Kompània, rus: Частная Военная Компания "Companyia Militar Privada"), o TxVK Vàgner (ЧВК Вагнера TxVK Vàgnera, Частная Военная Компания Вагнера, Txàstnaia Voiénnaia Kompània Vàgnera), és una empresa militar privada russa. Se l'ha qualificat de diverses maneres: organització terrorista paramilitar, una xarxa de mercenaris, o com l'exèrcit privat de facto del president rus Vladímir Putin. El Grup Wagner ha emprat infrastructura de les Forces Armades Russes. Tota evidència suggereix que el govern rus ha usat Wagner com a proxy o delegat a l'ombra, permetent-lo treure's de sobre qualsevol responsabilitat oficial per operacions armades a l'estranger, i permetent-lo amagar les xifres reals de morts i ferits en aquestes operacions, com a Ucraïna.
El grup Wagner ha sofert una important reestructuració i canvi de marca després de la mort del seu fundador Yevgeny Prigozhin en circumstàncies poc clares. Ara es coneix en gran manera com Africa Corps, una estructura paramilitar sota el Ministeri de Defensa rus. Tot i que el canvi de nom s'utilitza àmpliament, sobretot a l'Àfrica, no és un canvi de marca directe. Africa Corps representa una evolució més controlada per l'estat de les operacions de Wagner, especialment a regions com Mali i el Sahel, tot i que conserva alguns elements heretats del seu dia Wagner.

## Característiques
El Grup Wagner és una de les organitzacions més secretes de Rússia, ja que oficialment no existeix i, per tant, la major part d'informacions sobre l'organització són difícils de contrastar. Segons les lleis russes, les empreses militars privades (PMC) o mercenàries estan prohibides. Tot i així, es creu que fins a deu mil persones han estat contractades per Wagner en els darrers deu anys i, el juny de 2023, els portaveus del grup deien que tenien uns 25.000 efectius només a Rostov.
El Grup Wagner no controla el personal directament. Es contracten candidats per treballs de curta durada com a operadors especialitzats o personal de seguretat en companyies creades a aquest efecte i que seran els que executin la feina. Els candidats passen exàmens físics i una revisió de les seves habilitats i experiència abans de començar un període d'entrenament en unes instal·lacions a prop de Krasnodar. Després d'aquesta fase, s'envia el personal a l'estranger. Si els operaris moren en acció, és poc probable que els seus cadàvers siguin repatriats.
El Grup Wagner va assolir protagonisme mundial durant la guerra al Donbàs a Ucraïna, on va ajudar les forces separatistes de les autodeclarades Repúbliques Populars de Donetsk i Luhansk del 2014 al 2015, recolzades pel govern rus. Segons els informes disponibles, els seus mercenaris han participat en diversos conflictes arreu del món, incloses les guerres civils a Líbia, Síria, la República Centreafricana (RCA) i Mali, sovint lluitant al costat de les forces alineades amb el govern rus. Tot i que acollits per algunes faccions oficials aliades, com ara els governs de Síria i la RCA, els operatius de Wagner han estat acusats de crims de guerra a les zones on són desplegats.
Com que sovint opera en suport dels interessos russos o dels objectius de la política exterior del govern rus i, segons s'ha informat, està entrenat en instal·lacions del Ministeri de Defensa de Rússia (MDR), diverses fonts consideren que el Grup Wagner és de fet una unitat independent del MDR o de l'agència d'intel·ligència militar de Rússia, el GRU. També hi ha moltes fonts informatives que creuen que el grup és propietat o està finançat per Ievgueni Prigojin, un empresari amb estrets vincles amb Putin. S'especula que el Grup Wagner és utilitzat pel govern rus per permetre una negació plausible en determinats conflictes; recentment s'ha relacionat amb la invasió russa d'Ucraïna el 2022, on s'ha informat que s'ha desplegat per assassinar líders ucraïnesos, en concret el president Zelenski. A principis de 2023 es calculava que PMC Wagner comptava amb uns 50.000 efectius a Ucraïna, d'ells 10.000 contractistes i 40.000 expresidiaris reclutats a les presons russes per a la guerra.
El 26 de gener de 2023, el Grup Wagner fou inclòs en la llista d'organitzacions criminals transnacionals del Departament del Tresor dels EUA, la qual cosa implicava que els actius que pogués tenir al país quedarien congelats i prohibeix la col·laboració per part de nacionals estatunidencs amb l'organització.

## Orígens i lideratge
El Grup Wagner va ser fundat per Dmitri Valérievitx Utkin, un veterà de la Primera i Segona Guerra Txetxena. Fins al 2008 o 2013, segons les fonts, Utkin va servir com a tinent coronel i comandant de brigada d'una unitat de forces especials de la Direcció Principal d'Intel·ligència (GRU) de Rússia, el 700è Destacament Independent de Spetsnaz de la 2a Brigada Independent. Després de deixar l'exèrcit, va començar a treballar l'any 2013 per al Grup de Seguretat Moran, una empresa privada fundada per veterans militars russos, que participava en missions de seguretat i entrenament a tot el món, i especialitzada en seguretat contra la pirateria. El mateix any, els alts directius del Grup de Seguretat Moran van estar implicats en la creació del Slavonic Corps (en rus: Славянский Корпус, Cos eslau), un contractista militar privat fundat el 2013 i registrat a Hong Kong que va operar durant la guerra civil de Síria, i que va captar operatius per "protegir jaciments i oleoductes". Utkin va ser desplegat a Síria com a membre del Cos Eslau, sobrevivint a la seva missió, que va resultar ser un desastre. Posteriorment, el Servei Federal de Seguretat de Rússia va arrestar alguns membres del Cos Eslau per activitat mercenària il·legal.
El Grup Wagner va ser actiu per primer cop el 2014, amb Utkinal capdavant, a la regió de Luhansk d'Ucraïna. El nom de la companyia prové de l'àlies d'Utkin “Wagner”, que fa referència al compositor alemany Richard Wagner, i que es diu que Utkin va triar per la seva passió pel Tercer Reich, ja que Wagner era el compositor favorit d'Adolf Hitler. En conseqüència, alguns creuen que Utkin un neonazi, i la revista britànica The Economist va publicar que Utkin porta diversos tatuatges nazis. Radio Liberty va citar persones familiars amb l’organització que van dir que els líders del Grup Wagner són seguidors de la Fe Nativa Eslava, un nou moviment religiós neopaganista modern. L'agost de 2017 el diari turc Yeni Şafak va especular que Utkin era possiblement només la cara visible de l'empresa, mentre que el veritable cap de Wagner era una altra persona.
El desembre de 2016, Utkin va ser fotografiat amb el president rus Vladimir Putin en una recepció al Kremlin en honor als qui havien rebut l'Orde del Coratge i el títol d'Heroi de la Federació Russa per commemorar el День Героев Отечества (Dia dels herois de la Mare Pàtria), juntament amb Aleksandr Kuznetsov, Andrei Bogàtov i Andrei Trooxev. Es creu que Kuznetsov (àlies "Ratibor") era el comandant de la primera companyia de reconeixement i assalt de Wagner, Bogàtov era el comandant de la quarta companyia de reconeixement i assalt i Troxev va ser el "director executiu" de la companyia. Uns dies després, el portaveu del Kremlin, Dmitri Peskov, va confirmar la presència d'Utkin a la recepció, afirmant que Utkin era de la regió de Nóvgorod i havia rebut el premi, però no va poder dir per quin motiu l'havia rebut, excepte que presumiblement era per coratge. Peskov va declarar que no sabia si Utkin era famós o no.
Com s'ha dit abans, s'ha comentat en diverses ocasions per fonts informatives que l'empresari rus Ievgueni Prigojin —a vegades anomenat “el xef de Putin” pels seus negocis de càtering que servien sopars als quals assistia Vladimir Putin amb dignataris estrangers— té vincles amb Wagner i Dmitry Utkin personalment. S'ha dit també que l'home de negocis és el finançador i el propietari real del Grup Wagner, però Prigozhin ha negat tenir-hi cap relació.
El 2019, a mesura que la presència de Wagner a l'Àfrica creixia, un viatge previst de Dmitry Utkin a Ruanda es va cancel·lar a l'últim moment. Havia de viatjar amb Valery Zakharov, un assessor de seguretat rus del president de la República Centreafricana. Posteriorment, es va creure que Dmitry Utkin va ser retirat de les operacions africanes del Grup Wagner per la seva sobreexposició mediàtica resultat de la cerimònia de lliurament de medalles al Kremlin el 2016, i les sancions que li van imposar els Estats Units. Posteriorment, es va dir que el coronel Konstantin Aleksandrovich Pikalov (àlies "Mazay") va ser encarregat de les operacions africanes de Wagner. Segons un altre informe, es va produir un canvi de lideratge al Grup Wagner a causa dels canvis en la metodologia i la direcció de les seves operacions, amb Dmitry Utkin deixant el grup i Konstantin Pikalov esdevenint el nou cap de l'organització. Encara una altra explicació va ser que Dmitry Utkin podria haver estat assassinat, ja que el seu número de telèfon ja no funcionava i els seus viatges habituals de Krasnodar a Sant Petersburg es van aturar.
Pikalov va servir com a oficial militar a la unitat militar experimental de Rússia número 99795, ubicada al poble de Storozhevo, prop de Sant Peterburg, que tenia l'encàrrec, en part, de "determinar els efectes dels raigs radioactius sobre els organismes vius". Després de la seva jubilació, va continuar vivint a la base militar almenys fins al 2012, i després va dirigir una agència de detectius privats. A la tardor de 2014, conjuntament amb un gran grup de cosacs, molt probablement va participar en la repressió dels opositors al president de la República Srpska a Bòsnia i Hercegovina, Milorad Dodik, recolzat per Rússia, durant les eleccions generals. Dodik va guanyar la reelecció.
Entre el 2014 i el 2017, Pikalov va viatjar diverses vegades a destinacions properes a la frontera amb Ucraïna, de vegades amb reserves de viatge fetes conjuntament amb oficials que se sap que treballen per a Wagner. El 2016 es va presentar a les eleccions del consell local al districte de la seva base militar prop de Sant Petersburg en nom del partit pro-Kremlin Справедливая Россия (Una Rússia Justa). No obstant això, la seva participació va ser anul·lada pel Comitè Electoral Central de Rússia, possiblement a causa dels seus antecedents penals, ja que el seu nom figura a una llista negra del Banc Central amb una nota que el qualifica de "sospitós de blanqueig de capitals", tot i que el seu expedient penal actual està en blanc. Segons Bellingcat, un grup de periodisme d'investigació amb seu als Països Baixos que des del 2014 s'especialitza en comprovació de fets i intel·ligència de codi obert (OSINT), això podria significar o bé que la sospita no va donar lloc a càrrecs penals, o bé que es van depurar els registres. Els antics empleats de Prigozhin entrevistats amb garantia d'anonimat per Bellingcat van afirmar que se sap que Pikalov havia participat en operacions militars tant a Ucraïna com a Síria.

## Guerra russo-ucraïnesa

### Motí del Grup Wagner

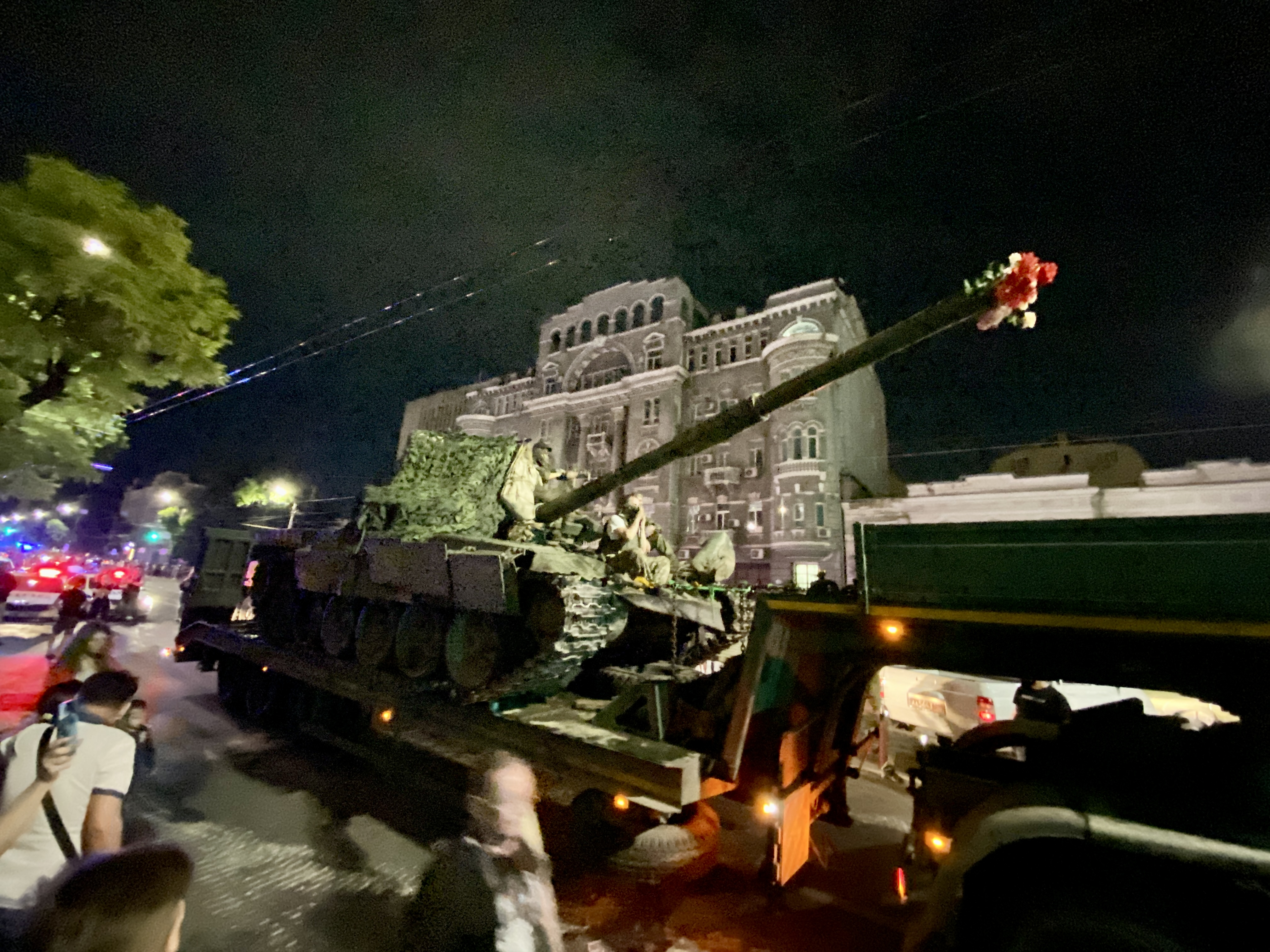
Un tanc Wagner PMCS a Rostov amb flors al morrió després del final del motí

El 23 de juny del 2023, Prigojin va acusar el ministeri de defensa rus d'haver bombardejat una de les seves bases durant la guerra russo-ucraïnesa i de matar 2.000 dels seus mercenaris en l'atac i va denunciar que "l'operació militar especial" d'Ucraïna estava "basada en mentides." En represàlia, les forces del grup Wagner van amotinar-se a Rostov i van enviar una columna militar a Moscou. Al capvespre, quan els paramilitars eren a uns 200 quilòmetres de Moscou, Prigojin va pactar l'aturada dels seus mercenaris a canvi d'evitar cap represàlia en contra seu. Prigojin i les seves forces es van exiliar a Belarús.
A mitjans de juliol es va fer avinent que el nombre de mercenaris que s'hi havien traslladat era molt superior al necessari per formar a les tropes belarusses. Lukaixenko va construir un camp per al seu allotjament, però sense quedar clara la seva finalitat i encaix a Belarús, ni tampoc el lideratge de Prigojin.
L'agost del 2023, el servei d'intel·ligència britànic va emetre un comunicat en què valorava com a plausible que Rússia ja no financés l'empresa o no de la mateixa manera, així com el fet que es trobava en procés de reconfiguració, amb la possibilitat que hagués començat a finançar-se de l'estat belarús. El 21 d'agost Prigojin va reaparèixer en una vídeo en ple Sahel fent-se càrrec d'operacions militars en la zona, i afirmant que ho feia per a Rússia.

### Mort de Ievgueni Prigojín
Amb la mort de Ievgueni Prigojín en un accident d'avió el 2023, i després de la voluntat del govern rus de canviar l'organització, el seu fill Pavel Prigojin se'n va fer càrrec.

### Retorn a Ucraïna
El 27 de setembre de 2023, l'exèrcit ucraïnès va informar que al voltant de 500 combatents del Grup Wagner tornaven a lluitar a l'oblast de Donetsk com a part del redesplegament del grup a Ucraïna per primera vegada des de la seva rebel·lió fallida contra l'establishment militar rus al juny, i el 29 de setembre el president Putin va nomenar l'antic comandant del Grup Wagner i coronel retirat Andrei Troixev Sedoi per supervisar les unitats de combatents voluntaris a Ucraïna.

## Organització
A principis de 2016 Wagner tenia un miler d'empleats, que després van augmentar ràpidament a 5.000 a l'agost de 2017, i 6.000 al desembre de 2017. Es creu que l'organització ha estat registrada legalment a l'Argentina i també té oficines a Sant Petersburg i Hong Kong. Després del desplegament dels seus mercenaris entre 2017 i 2019 al Sudan, la República Centreafricana, Madagascar, Líbia i Moçambic, el Grup Wagner tenia oficines a 20 països africans, incloent-hi Eswatini, Lesotho i Botswana, a finals de 2019. A principis del 2020, Erik Prince, fundador de l'empresa militar privada Blackwater (actualment Academi), va intentar oferir serveis militars al grup Wagner en les seves operacions a Líbia i Moçambic, segons el lloc web americà de notícies sense ànim de lucre The Intercept. Al març de 2021 els operatius de Wagner també es van desplegar a Zimbabwe, Angola, Guinea, Guinea Bissau i possiblement a la República Democràtica del Congo.

### Reclutaments i formació
L'empresa forma el seu personal en una instal·lació del Ministeri de Defensa rus, anomenada Molkinoj (en rus: Молькино), prop del remot poble de Molkin, al Krai de Krasnodar. Les casernes de la base no estan oficialment vinculades al Ministeri de Defensa rus, i hi ha documents judicials que les descriuen com un campament de vacances per a nens. Segons un informe publicat per la revista russa [[[:ru:Совершенно секретно (газета)|Sovershenno Sekretno]]] Error: {{Transliteration}}: transliteration text not Latin script (pos 7: С) (ajuda), l'organització que va contractar personal per a Wagner no tenia un nom permanent i tenia una adreça legal a prop de l'assentament militar de Pavshino a Krasnogorsk, prop de Moscou. El desembre de 2021, la revista New Lines va analitzar dades sobre 4.184 membres de Wagner que havien estat identificats pels investigadors del Centre d'Anàlisi i Seguretat ucraïnès, i va trobar que l'edat mitjana d'un operatiu de Wagner era llavors de quaranta anys i que provenien d'uns quinze països diferents, tot i que la majoria eren ciutadans russos.
Quan els nous reclutes arriben al camp d'entrenament, ja no se'ls permet seguir usant els serveis de xarxes socials i altres recursos d'Internet. Els empleats de l'empresa no poden publicar fotos, textos, enregistraments d'àudio i vídeo o qualsevol altra informació a Internet que s'hagi obtingut durant la seva formació. Tampoc se'ls permet dir a ningú la seva ubicació, ja sigui a Rússia o en un altre país. Els telèfons mòbils, tauletes i altres mitjans de comunicació es deixen a l'empresa i retirnars en un cert moment amb permís del seu comandant. Els passaports i altres documents oficials són lliurats a l'empresa per a la seva custòdia i, a canvi, els empleats de la companyia reben una placa per penjar al coll sense nom i amb un número personal.
L'empresa només accepta noves incorporacions amb el compromís d'un acord de confidencialitat de 10 anys. En cas d'incompliment d'aquest compromís l'empresa es reserva el dret de rescindir el contracte del treballador sense haver de pagar-li cap quota. Segons el Servei de Seguretat d'Ucraïna (SBU), als oficials militars russos se'ls assigna el paper d'instructors d'entrenament per als reclutes. Durant la seva formació, els operatius reben uns 1000 EUR al mes.
El sou dels contractistes militars privats (PCM) de Wagner, que solen ser militars russos regulars jubilats d'entre 35 i 55 anys, s'estima entre 80.000 i 250.000 rubles russos al mes (entre 1000 i 2600 EUR a 04.2022). Una font va dir que la paga era de fins a 300.000 rubles (uns 3.500 EUR a 04.2022).
A principis d'octubre de 2017, l'SBU va dir que el finançament de Wagner el 2017 s'havia augmentat en 185 milions de rubles (uns 2,2 milions d'EUR a 04.2022), i que una quarantena d'ucraïnesos treballaven per a Wagner, mentre que el 95% restant del personal eren ciutadans russos. Un ucraïnès va ser assassinat a Síria mentre lluitava a les files de Wagner el març de 2016, i es va informar que tres en total havien mort aquella primavera. També han treballat per a Wagner armenis, kazakhs i moldaus.
A finals de 2019, es va revelar l'anomenat codi d'honor de Wagner que enumera els deu manaments que els seus mercenaris han de seguir. Aquests inclouen, entre d'altres, protegir els interessos de Rússia sempre i arreu, valorar l'honor d'un soldat rus, i no lluitar pels diners sinó pel principi de guanyar sempre i arreu.

### Unitat sèrbia
Es creu que Wagner té una unitat sèrbia que estava, almenys fins a l'abril de 2016, sota el comandament de Davor Savičić, un serbi de Bòsnia que va ser membre de la Guàrdia Voluntaria Sèrbia (també coneguda com a Tigres d'Arkan) durant la Guerra de Bòsnia i la Unitat d'Operacions Especials durant la Guerra de Kosovo. El seu àlies a Bòsnia era "Elvis". Feia només tres dies que Savičić era a la regió de Luhansk que un vehicle blindat de transport de personal va disparar contra el seu punt de control, deixant-lo commocionat. Després d'això, va ser evacuat per tractar-lo mèdicament.
També es va informar que havia participat a la primera ofensiva per arrabassar la ciutat de Palmira a l'Estat Islàmic (ISIL) a principis de 2016. Un membre de la unitat sèrbia va ser assassinat a Síria el juny de 2017, mentre que l'SBU va emetre ordres de detenció el desembre de 2017 per a sis PMC serbis que pertanyien a Wagner i que van lluitar a Ucraïna, inclòs Savičić. A principis de febrer de 2018, l'SBU va informar que un membre serbi de Wagner, que era un veterà del conflicte a Síria, havia estat assassinat mentre lluitava a l'est d'Ucraïna.

### UnitatRusich
El Grup Wagner inclou un contingent conegut com a Rusich, o Task Force Rusich, conegut com a "grup de reconeixement de sabotatge i assalt", que ha estat lluitant com a part de les forces separatistes russes a l'est d'Ucraïna. Es considera a Rusich com una unitat d'extrema dreta o unitat neonazi, i el seu logotip inclou una esvàstica eslava. El grup va ser fundat per Alexey Miltxakov i Yan Petrovsky l'estiu de 2014, després de graduar-se en un programa d'entrenament paramilitar dirigit per la Legió Imperial Russa, el braç armat del Moviment Imperial Rus. La Fiscalia General d'Ucraïna i la Cort Penal Internacional (CPI) han estat investigant combatents d'aquesta unitat per presumptes crims de guerra comesos a Ucraïna.

## Relacions amb l'exèrcit rus
Observadors russos i alguns observadors occidentals creuen que l'organització en realitat no existeix com a empresa militar privada, sinó que de fet és una branca camuflada del Ministeri de Defensa rus que, en última instància, depèn del govern rus. La companyia comparteix bases amb l'exèrcit rus, és transportada per avions militars russos, i utilitza els serveis sanitaris militars de Rússia. També està documentat que l'Estat rus dona suport al Grup Wagner facilitant-los passaports.
Les empreses militars privades (PMC) no són permeses legalment a Rússia. Malgrat això, algunes d'elles ja estaven operant a Rússia, i l'abril de 2012 Vladimir Putin, aleshores primer ministre rus, en un discurs a la Duma o Parlament Rus, va avalar la idea d'establir PMC a Rússia. Diversos analistes militars van descriure Wagner com una empresa militar "pseudoprivada" que ofereix a l'establishment militar rus certs avantatges, com ara garantir una negació plausible, el secret públic sobre les operacions militars de Rússia a l'estranger, així com sobre el nombre de pèrdues. Així, els contractistes de Wagner han estat qualificats de "soldats fantasma", perquè el govern rus no els reconeix oficialment.
El març de 2017, Radio Liberty va caracteritzar Wagner com una "formació militar semilegal que existeix sota l'ala i amb els fons del Ministeri de Defensa" rus. El setembre de 2017, el cap del Servei de Seguretat d'Ucraïna (SBU) Vasyl Hrytsak va dir que, segons la seva opinió, Wagner era en essència "un exèrcit privat de Putin" i que l'SBU estava "treballant per identificar aquestes persones, membres del Wagner PMC, fer pública aquesta informació perquè els nostres socis a Europa els coneguessin personalment”. El Grup Wagner també s'ha comparat amb Academi, l'empresa de seguretat nord-americana abans coneguda com Blackwater.
L'SBU va al·legar que el GRU va emetre passaports internacionals en massa per als empleats de Wagner a través de la Unitat Central de Migració 770–001, durant el segon semestre del 2018. Aquestes denúncies han estat parcialment verificades per Bellingcat.
En una entrevista el desembre de 2018, el president rus Putin va dir, pel que fa a l'operació de Wagner a Ucraïna, Síria i altres llocs, que "tothom ha de romandre dins del marc legal" i que si el grup Wagner estava violant la llei, l'oficina del fiscal general rus "ha de proporcionar-ne una avaluació legal". Però, segons Putin, si no violaven la llei russa, tenien dret a treballar i promoure els seus interessos empresarials a l'estranger. El president també va negar les acusacions que Yevgeny Prigozhin hagués estat dirigint les activitats de Wagner.

## Sancions
Prigozhin va ser sancionat pel Departament del Tresor dels Estats Units el desembre de 2016 per la participació de Rússia al conflicte d'Ucraïna, i per la Unió Europea (UE) i el Regne Unit l'octubre de 2020 per la seva vinculació amb les activitats de Wagner a Líbia.
El Departament del Tresor dels EUA també va imposar sancions al Grup Wagner i a Utkin personalment el juny de 2017. La designació de l'Oficina de Control d'Actius Estrangers del Departament del Tresor dels EUA va incloure l'empresa i Dmitriy Utkin sota l'encapçalament "Designacions de separatistes ucraïnesos (EO 13660)" i es va referir a ell com "el fundador i líder del Grup Wagner". Es van implementar més sancions contra el Grup Wagner el setembre de 2018, i juliol de 2020. El desembre de 2021, la Uniò Europea va imposar sancions contra el Grup Wagner i vuit persones i tres entitats relacionades amb ell, per cometre “abusos greus dels drets humans, incloses tortura i execucions i assassinats extrajudicials, sumaris o arbitraris, o en activitats desestabilitzadores en alguns dels països on operen, com ara Líbia, Síria, Ucraïna (Donbass) i la República Centreafricana".

## Operacions

### Ucraïna

#### Crimea i el Donbass (2014–15)
Els PMC de Wagner van ser actius per primera vegada el febrer de 2014 a Crimea durant l'annexió de la península per part de Rússia el 2014, on van operar coordinadament amb les unitats regulars de l'exèrcit rus, van desarmar l'exèrcit ucraïnès i van prendre el control de les seves instal·lacions. La presa de control de Crimea es va fer gairebé sense sang. Els PMC, juntament amb els soldats regulars, van ser llavors vistos com "gent educada" pel seu comportament correcte. Es van mantenir aïllats, portaven armes que no estaven carregades i la majoria no van fer res per interferir amb la vida civil. Un altre nom que se'ls va donar és el d'"homenets verds" ja que anaven emmascarats, portaven uniformes militars verds sense marcar i inicialment es desconeixia el seu origen.
Després de la presa de control de Crimea, uns 300 PMC es van dirigir a la regió de Donbas, a l'est d'Ucraïna, on va començar un conflicte entre el govern ucraïnès i les forces prorusses. Amb la seva ajuda, les forces prorusses van poder desestabilitzar les forces de seguretat governamentals a la regió, immobilitzar les operacions de les institucions del govern local, apoderar-se de botigues de municions i prendre el control de les ciutats. Els PMC van dur a terme atacs furtius, reconeixement, recollida d'intel·ligència i acompanyament de VIPs. L'octubre de 2017, la SBU ucraïnesa va afirmar que havia establert la participació del grup Wagner en l'abatuda de l'avió Il-76 del juny de 2014 a l'aeroport internacional de Luhansk, que va matar 40 paracaigudistes ucraïnesos, així com una tripulació de nou persones. Llavors ja es va informar que mercenaris russos i serbis estaven implicats en la batalla de l'estiu de 2014 per l'aeroport, tot i que no es va indicar aleshores si estaven vinculats al Grup Wagner.
Segons la SBU, els PMC de Wagner es van desplegar inicialment a l'est d'Ucraïna el 21 de maig de 2014. La SBU tenia previst presentar càrrecs contra Dmitry Utkin a l'oficina del fiscal general d'Ucraïna. Els PMC també van participar en la batalla de Debaltseve de principis de 2015, que va implicar un dels bombardejos d'artilleria més intensos de la història recent, així com, segons es diu, centenars de soldats russos regulars. Els PMC van comptar amb el suport de diversos vehicles cuirassats "Vystrel" KAMAZ-43269. Durant els combats a prop de la ciutat, es va informar que el seu batalló logístic havia extret diversos KAMAZ-43269 "Dozor" destruïts que pertanyien a l'exèrcit rus, durant els quals el comandant de l'esquadra va resultar ferit. Durant els enfrontaments van morir diversos PMC. La batalla per Debaltseve va acabar amb una victòria decisiva sobre les forces ucraïneses. Segons un PMC de Wagner, el mateix Dmitry Utkin va ser ferit durant el desplegament a Ucraïna i va rebre una estella al fetge.
Després del final de les operacions de combat importants, els PMC van rebre l'encàrrec de matar els comandants prorussos dissidents que actuaven de manera rebel, segons el mitjà d'Internet nacionalista rus Sputnik and Pogrom i la SBU. Segons Sputnik i Pogrom, en una incursió es van matar més de 10 milicians. En una altra operació a principis de gener de 2015, els PMC van desarmar sense cap pèrdua de vides la Brigada d'Odessa de la República Popular de Luhansk (LPR), després d'envoltar la seva base a Krasnodon amb el suport de tancs i artilleria, i exigir als separatistes que es desarméssin i tornessin a casa seva.
Segons la SBU i el lloc de notícies rus Fontanka, el Grup Wagner també va forçar la reorganització i el desarmament de diverses formacions, com els Cosacs Russos i altres. Els PMC van actuar principalment a la LPR, i es creu que van fer quatre assassinats polítics de comandants separatistes per compte de les autoritats locals. Els comandants assassinats estaven en conflicte amb el president de la LPR, Igor Plotnitsky. L'LPR va acusar Ucraïna de cometre els assassinats, mentre que els membres de la unitat dels comandants creien que eren les autoritats de l'LPR les que hi estaven al darrere.
A finals de novembre de 2017, l'SBU ucraïnesa va fer públics el que va dir que eren enregistraments d'àudio interceptat que demostraven un vincle directe entre Dmitry Utkin i Igor Kornet, el ministre de l'Interior de la LPR, que es deia que havia liderat personalment la iniciativa d'eliminar els comandants dissidents. A principis de juny de 2018, la SBU també va publicar converses telefòniques entre Utkin i Igor Plotnitsky a partir del gener de 2015, així com converses entre Utkin i l'oficial rus del GRU Oleg Ivannikov, que utilitzava l'àlies Andrei Ivanovich. Ivannikov, segons un PMC de Wagner, va supervisar les seves forces i les dels separatistes de la LPR durant els combats de 2014 i 2015. Wagner va sortir d'Ucraïna i va tornar a Rússia la tardor de 2015, amb l'inici de la intervenció militar russa a la Guerra Civil siriana.

#### Lluita pel poder a la República Popular de Luhansk (2017)
A finals de novembre de 2017, va esclatar una lluita pel poder a la República Popular separatista de Luhansk a l'est d'Ucraïna entre el president de la LPR, Igor Plotnitsky, i el ministre de l'Interior de la LPR, Igor Kornet, quan Plotnitsky va ordenar que deixés el càrrec. Durant l'agitació, homes armats amb uniformes no marcats van ocupar posicions al centre de Luhansk. Alguns dels homes suposadament pertanyien a Wagner. Al final, Plotnitsky va dimitir i el ministre de Seguretat de LPR, Leonid Pasechnik, va ser nomenat líder en funcions "fins a les properes eleccions". Plotnitsky va fugir a Rússia i el Consell Popular de la LPR va aprovar per unanimitat la seva dimissió.
En una entrevista al lloc web de notícies rus The Insider a principis de desembre de 2017, l'oficial rus veterà de guerra Igor Strelkov va confirmar que els PMC de Wagner havien tornat a Luhansk des de Síria. Strelkov va tenir un paper clau en l'annexió de Crimea per part de Rússia, així com a les primeres etapes de la guerra a l'est d'Ucraïna, on va ser un dels comandants de més graduació. Va ser retirat de l'est d'Ucraïna l'agost de 2014, pel que sembla perquè les autoritats russes consideraven que era massa compromès mantenir-lo en aquella posició. Després d'aquest fet Strelkov va començar a oposar-se al Kremlin.
A mitjans de maig de 2018 el Servei de Seguretat d'Ucraïna (SBU) va informar que uns 100 PMC de Wagner podrien arribar a Donetsk en els següents dies per donar suport a la República Popular de Donetsk (DPR), separatista prorussa. A l'octubre, unes quantes desenes de PMC encara romanien a la regió de Luhansk, segons l'SBU, per matar qualsevol persona que Rússia considerés "indesitjable".

#### Invasió russa d'Ucraïna (2022)
El diari britànic The Times va afirmar que durant la invasió russa d'Ucraïna, que va començar el 24 de febrer de 2022, el grup Wagner va transportar més de 400 efectius de la República Centreafricana a mitjans i finals de gener en una missió per assassinar el president ucraïnès Volodímir Zelenski i el seu govern, i així preparar el terreny perquè Rússia en prengués el control. El govern ucraïnès va rebre informació al respecte a principis del 26 de febrer, després de la qual cosa va declarar un toc de queda "estricte" de 36 hores per poder escombrar la capital de "sabotejadors russos". El dia anterior, el govern va afirmar que les seves forces havien matat 60 sabotejadors a Kíev que es feien passar per una unitat de defensa territorial. Poc després que el govern rebés la informació, van esclatar forts combats a l'oest i nord-est de Kíev, i Ucraïna va afirmar haver repel·lit un atac a una base militar. Al matí, les forces ucraïneses havien assegurat la capital. Els Estats Units van descriure les forces russes que van entrar a Kíev com "elements de reconeixement". Dos dies després, un funcionari nord-americà va afirmar que hi havia "alguns indicis" que el Grup Wagner hi estava operant, però no estava clar ni on ni en quina mesura. El 3 de març, segons The Times, Zelenski havia sobreviscut a tres intents d'assassinat, dos dels quals suposadament orquestrats pel Grup Wagner. El 8 de març, l'exèrcit ucraïnès va afirmar que els primers PMC de Wagner havien estat assassinats des de l'inici de la invasió russa i la primera mort es va confirmar pel seu nom el 13 de març.
Durant la invasió, l'exèrcit ucraïnès va afirmar que el Grup Wagner s'havia reanomenat Liga i es va referir a ells com a tal als seus informes.
A finals de març, s'esperava que el nombre de mercenaris de Wagner a Ucraïna es tripliqués fins a almenys 1.000, des d'uns 300 a l'inici de la invasió, i que s'havien de centrar a la regió de Donbàs, a l'est d'Ucraïna.
El 7 d'abril, es va informar que els mercenaris del Grup Wagner van tenir un paper destacat a la Massacre de Butxa segons el Servei Federal d'Intel·ligència d'Alemanya. Les comunicacions de ràdio interceptades van suggerir que les atrocitats formaven part d'un pla per inculcar por a la població.
El 8 d'abril de 2022 l'exèrcit ucraïnès va afirmar que el Grup Wagner estava involucrat en un atac d'artilleria a Popasna a la zona ATO (Zona d'Operacions Anti-Terroristes, a Ucraïna) i que diversos membres van ser assassinats. L'Agència d'Informació Independent d'Ucraïna UNIAN afirma que els soldats ucraïnesos anomenaven als mercenaris de Wagner "els músics".
A principis de 2023 es calculava que PMC Wagner comptava amb uns 50.000 efectius a Ucraïna, d'ells 10.000 contractistes i 40.000 expresidiaris reclutats a les presons russes per a la guerra.
Després de molts mesos en què el Grup Wagner va assumir el gruix de les escomeses militars al centre del front oriental (Soledar, Bakhmut), el 12 d'abril el seu màxim responsable Prigozhin va comunicar que traspassaven a l'exèrcit rus el control de les operacions als flancs nord i sud de Bakhmut, limitant-se els mercenaris al combat dins la trama urbana.
El 20 de juliol del 2023 es van conèixer les baixes que havia tingut Wagner durant la batalla de Bakhmut. En total foren 20.000 les morts en combat, de les quals la meitat van correspondre a presoners del total de 50.000 reclutats. Durant la batalla hi va arribar a esmerçar un total de 78.000 tropes. Un total de 25.000 dels seus mercenaris estaven sans i estalvis, i 10.000 dels quals s'havien traslladat a Belarús, mentre que la resta o hi eren de camí o bé havien tornat a les seves llars. A Belarús va transcendir que es dedicaven a entrenar les tropes de l'exèrcit belarús.

### Síria

#### Arribada i captura de Palmira i al-Shaer
La presència de les PMC a Síria es va donar a conèixer públicament per primer cop a finals d'octubre de 2015, gairebé un mes després de l'inici de la intervenció militar russa a la guerra civil del país, quan entre tres i nou mercenaris van morir en un atac de morter rebel a la seva posició a la província de Latàkia. Es va informar que el Grup Wagner va ser emprat pel Ministeri de Defensa rus, tot i que les empreses militars privades són il·legals a Rússia. El Ministeri de Defensa rus va desqualificar els primers informes del Wall Street Journal sobre les operacions del grup Wagner a Síria com un "atac informatiu". Tanmateix, fonts de l'FSB rus i del Ministeri de Defensa van declarar extraoficialment al mitjà Russia Beyond que Wagner estava supervisat pel GRU.
A més, alguns soldats de Wagner van declarar que van ser traslladats a Síria a bord d'avions de transport militar russos. Altres van ser transportats a Síria per la companyia aèria siriana Cham Wings des de l'aeroport de Rostov-on-Don, amb 51 viatges d'anada i tornada realitzats entre gener de 2017 i març de 2018. El seu equipament es va lliurar a Síria a través de l'anomenat Síria Express, una flota de vaixells mercants civils i militars russos que porten subministraments a Síria des del 2012. Més tard, una font del Ministeri de Defensa va dir al canal de televisió RBK que el FSB també dirigia els PMC. L'ús de Wagner havia costat a Rússia 170 milions de dòlars fins a l'agost de 2016.
El juliol de 2017, segons The New York Times, el Kremlin va establir una política a Síria on les empreses que s'apoderaven de pous de petroli i gas, així com de mines, de les forces de l'ISIL obtindrien drets de petroli i mineria per a aquests mateixos llocs. Dues empreses russes van rebre contractes en virtut d'aquesta política llavors, amb una que emprava el Grup Wagner per protegir aquests llocs dels militants islamistes. Més tard es va revelar que Wagner rebria el 25 per cent dels ingressos de la producció de petroli i gas als camps de l'ISIL que els seus mercenaris aconseguissin. Alguns informes afirmaven que els contractes amb Damasc es van establir després que Wagner perdés la confiança i el finançament del Ministeri de Defensa rus a principis de 2016. A principis d'agost de 2017, es va informar que el nombre d'empleats de Wagner a Síria havia arribat fins als 5.000, després de l'arribada de 2.000 mercenaris addicionals, inclosos txetxens i ingús.
Els membres de Wagner van estar implicats a les dues ofensives de Palmira el 2016 i el 2017, així com a la campanya de l'exèrcit sirià al centre de Síria l'estiu de 2017 i la batalla de Deir ez-Zor a finals de 2017. Tenien el paper d'assessors de primera línia, coordinadors de bombardeigs i moviments, i de proveïdors d’informació per als atacs aeris, orientant per al suport aeri proper. Quan van arribar a Síria, els PMC van rebre tancs T-72, BM-21 Grad MLR i obus D-30 de 122 mm. Durant la primera ofensiva de Palmira, segons un dels mercenaris, els PMC van ser utilitzats com a "carn de canó" i la major part de la feina va ser realitzada per ells, amb l'exèrcit regular sirià, que va qualificar de "gallines", només acabant la feina. Un expert en seguretat russa a l'IIR, Mark Galeotti, va dir que van servir com a "tropes de xoc" al costat de l'exèrcit sirià.
Després de la conclusió exitosa de l'ofensiva, en la que 32 dels mercenaris van morir i uns 80 van resultar ferits, els PMC es van retirar entre abril i maig de 2016 i van lliurar totes les seves armes pesades i equipament militar. Quan van tornar per a la segona ofensiva de Palmira i per capturar els jaciments petroliers controlats per l'ISIL a principis de 2017, els PMC van fer front a una severa escassedat d'armes i equipament, ja que només se'ls van donar rifles d'assalt, metralladores, tancs T-62 i obusos M-30. Unes setmanes més tard de la seva arribada se'ls van lliurar rifles de franctirador i llançagranades, cosa que tampoc no va resoldre el problema.
Segons Fontanka, els problemes d'equipament, combinats amb una reducció de la qualitat del seu personal, van fer que Wagner patissin un nombre de baixes significativament superior a la segona batalla de Palmira que a la primera. Es va informar que entre 40 i 60 van morir i entre 80 i 180 van resultar ferits. El grup de bloggers d'investigació rus Conflict Intelligence Team (CIT) va atribuir les pèrdues més altes principalment a l'ús intensiu d'terroristes suïcides per part de l'EIIL i a la manca de voluntat del grup militant per negociar. Tot i així, la segona ofensiva també va acabar amb una victòria de les forces oficialistes.
A més de lluitar contra els militants de l'EIIL, segons RBK TV, els PMC van entrenar una unitat de l'exèrcit sirià anomenada Els caçadors d'ISIS, que també va ser totalment finançat i entrenat per les forces especials russes. Els caçadors de l'ISIS van ser una de les unitats líders durant la captura dels jaciments de gas d'al-Shaer de l'ISIL a finals d'abril de 2017. Tanmateix, a principis de juliol, els PMC encara lluitaven per assegurar els jaciments de gas d'al-Shaer i les zones de les mines de fosfat. Tot i així, a mitjans de setembre, els jaciments de gas d'al-Shaer van començar a tornar a produir-se. Posteriorment, els PMC van ser els encarregats de vigilar les refineries, amb l'ISIL de tant en tant intentant recuperar els camps, cada vegada que va ser rebutjat. Durant un atac, un PMC va ser torturat fins a la mort per ISIL.

#### Assassinat de Muhammad Abdullah al-Ismail
A principis de juliol de 2017, va aparèixer un vídeo que mostrava els PMC de Wagner colpejant un home que inicialment es creia que era un militant de l'ISIL capturat a la zona de Palmira, i després la persona era decapitada.
Més de dos anys després, es van penjar imatges completes a un grup tancat de VKontakte per als membres de Wagner amb nova informació que afirmava que la persona assassinada era un soldat de l'exèrcit sirià que havia desertat. Els contractistes també van acusar l'home, anomenat Muhammad "Hamadi" Abdullah al-Ismail (o Mohammed Taha Ismail Al-Abdullah) de Deir ez-Zor, de ser un gihadista per voler desertar. Ismail havia fugit de Síria abans de la guerra pel Líban, abans de tornar el 2017, després de la qual cosa va ser arrestat i reclutat per la força a l'exèrcit sirià. Després de ser assassinat, el seu cos va ser mutilat i cremat. En el vídeo de l'assassinat, es podia veure un segon cap tallat d'una persona no identificada tirat a terra.
Un informe de mitjans independents russos va identificar un dels autors com Stanislav Yevgenyevich Dychko, un agent confirmat del Grup Wagner que abans treballava per al Ministeri de l'Interior rus. Un segon va ser identificat com un antic soldat anomenat Ruslan de Bryansk, que actualment treballa com a "educador patriòtic" a les escoles locals. Els mitjans àrabs també van establir que el lloc de l'assassinat era el jaciment petrolier d'Al-Shaer prop de Homs. Una investigació addicional dels mitjans russos el desembre de 2019 va identificar els autors restants com Vladimir B., Dzhakhongyr M. ("Pamir"), Ruslan ("Chichi") i Vladislav Apostol, que va ser assassinat a Síria el febrer de 2018. El diari Novaya Gazeta va enviar el material de la seva investigació sobre l'assassinat a l'oficina del fiscal general de Rússia, així com al Comitè d'Investigació de Rússia, però no es va obrir cap causa penal com a resultat.
El març de 2021, advocats de drets humans de tres organitzacions no governamentals que representaven el germà de la persona assassinada van presentar una demanda a Moscou contra sis PMC del Grup Wagner acusats de l'assassinat. El desembre de 2021, el Consell de la Unió Europea va sancionar Utkin per l'assassinat, afirmant en una resolució que "Segons un antic membre del Grup Wagner, Dimitriy Utkin va ordenar personalment la tortura fins a la mort del desertor, i la seva filmació".

#### Pressió cap a Deir ez-Zor i neteja de Hama
A mitjans de setembre de 2017, els PMC van ajudar les tropes sirianes a capturar la ciutat d'Uqayribat de l'EIIL a la província central de Hama. Diversos mercenaris van ser assassinats durant els combats per la ciutat i els seus cossos van ser capturats pels militants. Una setmana més tard els PMC, juntament amb les tropes russes regulars, van donar suport a les forces del govern sirià per repel·lir una ofensiva rebel liderada per HTS al nord de Hama. A finals d'aquell mes, durant una contraofensiva de l'ISIL a la governació de Deir ez-Zor, dos membres de Wagner van ser capturats pels militants. Inicialment, el Kremlin va intentar distanciar-se dels dos, mentre el germà d'un d'ells va acusar el govern rus de rebutjar la seva responsabilitat.
Posteriorment, la unitat dels Caçadors d'ISIS de Síria es va comprometre a pagar un milió de dòlars per l'alliberament de cadascun dels russos captius. Tanmateix, els Caçadors d'ISIS també van dir que executarien 100 militants captius per a cadascun dels russos si fossin assassinats pels gihadistes. Al mateix temps, un funcionari del Parlament rus va declarar que gairebé segur que els dos havien estat executats, presumiblement per negar-se a rebutjar la seva religió cristiana ortodoxa, rebutjar Rússia, convertir-se a l'Islam i unir-se al grup militant. Aquesta afirmació va ser qüestionada pel CIT, que va apuntar que no hi s'havia rebut cap informe en aquest sentit per part de fonts dels militants.
A finals d'octubre de 2017 va sorgir un vídeo a YouTube que glorificava les accions dels mercenaris a Síria. Entre finals d'octubre i principis de novembre, Wagner va participar en la batalla de Deir ez-Zor, on va eliminar els restants militants de l'EIIL dels districtes d'Al-Rashidiyah i Al-Ardi, així com els dels barris d'Al-Bazh i d'Abu-Adad, en una operació conjunta amb l'exèrcit sirià. Tres o quatre companyies de mercenaris de Wagner van participar en els combats. Les forces del govern sirià van prendre el control complet de la ciutat el 3 de novembre. Una petita àrea assetjada de militants de l'ISIL va romandre en una illa als afores de la ciutat, que aviat va ser atacada. A mesura que avançaven les forces governamentals, l’Observatori SOHR, pro-oposició, va informar que Rússia va exigir l'alliberament dels dos membres de Wagner captius durant les negociacions amb els militants atrapats.
El 17 de novembre, els últims combatents de l'ISIL a l'illa s'havien rendit, permetent que l'exèrcit sirià controlés tot el territori que envoltava la ciutat de Deir ez-Zor. Tanmateix, els dos mercenaris encara esraven presos pels gihadistes. A finals de novembre, es va informar que l'exèrcit rus estava negociant l'alliberament dels dos PMC que, segons els informes, estaven retinguts a la frontera entre Síria i l'Iraq. No obstant això, el 4 de desembre, els Caçadors d'ISIS van informar que havien matat el comandant dels militants de l'ISIL, els quals havien capturat i executat els dos PMC. El mateix dia, un representant de Wagner va notificar als pares d'un dels mercenaris que tots dos havien mort en captivitat.
A finals de novembre, Rússia va anunciar plans per retirar cap a finals d'any algunes de les seves tropes de Síria. Es va informar que, per tal d'evitar possibles pèrdues de seguretat, Rússia ompliria el buit que s'havia Creat amb empreses militars privades, inclòs el Grup Wagner. L'11 de desembre, Putin va declarar la victòria contra els "terroristes" durant una visita a la base aèria de Khmeimim que Rússia té a Síria.
Ruslan Pukhov, director del Centre d'anàlisi d'estratègies i tecnologies amb seu a Moscou, va declarar que l'ús de PMC va ser un dels factors que van contribuir a la victòria de Rússia a Síria. Va assenyalar que, d'aquesta manera, Rússia havia aconseguir eliminar la necessitat de desplegar un gran nombre de forces terrestres mitjançant la incorporació dels PMC russos que, a diferència dels PMC nord-americans que normalment només s'ocupen de funcions de suport, es van emprar com a tropes d'assalt d'alta capacitat, sovint estaven integrades amb unitats sirianes regulars per augmentar la seva capacitat de lluita. També va assenyalar que la ciutadania russa, a l'inrevés del que succeeix amb les tropes regulars, es mostrava totalment indiferent davant les pèrdues patides pels PMC, creient que "aquesta gent està molt ben pagada, i sabia perfectament en què s'estaven ficant".
El desembre de 2017, els PMC van participar en l'ofensiva de l'exèrcit sirià a la província d'Idlib, majoritàriament contra les forces rebels de l'HTS. Com a part de la mateixa campanya al nord-oest de Síria, a principis de febrer de 2018, els PMC van ajudar a la presa de diversos pobles del nord-est de Hama, que estaven en mans de l'EI. Entre el 3 i el 7 de febrer, les forces progovernamentals es van apoderar d'almenys 25 pobles, i es va reduir axí la zona dominada per l'EI a aquesta part del país en un 80 per cent. La zona es va netejar de gihadistes el 9 de febrer.

#### Batalla de Khasham
Al voltant de les 10 de la nit, hora local, el 7 de febrer de 2018 va començar una batalla prop de la ciutat siriana de Khasham, a la governació de Deir ez-Zor, entre les forces governamentals pro-sirianes i les SDF liderades pels kurds, que comptaven amb el suport de l'exèrcit nord-americà. Durant els enfrontaments, els avions nord-americans van dur a terme atacs aeris contra les tropes sirianes, deixant entre 45 i 100 combatents del govern morts.
Un diari rus, citant fonts militars i de contractistes russos, va informar que les forces progovernamentals estaven intentant capturar l'antic jaciment de gas Conoco (anomenat localment Al Tabiyeh) de les SDF. Segons dos oficials de defensa dels EUA, l'exèrcit nord-americà va avaluar que els PMC russos també van participar en l'assalt, i un d'ells va dir que alguns dels contractistes havien mort en els atacs aeris. Un comandant de la milícia kurda i un exoficial rus també van afirmar que els mercenaris russos van patir víctimes durant els combats.
El 19 de febrer de 2018, una publicació de l'Inform Napalm, una agència de notícies fundada per oferir informació veraç sobre la guerra russo-ucraïnesa, amb seu a Ucraïna, va al·legar que la batalla va ser planificada i aprovada amb el comandament militar rus per Sergey Kim, el cap del departament d'operacions de Wagner i antic oficial de la marina russa. Una declaració oficial de la unitat dels Caçadors d'ISIS va declarar que havien rebut informació que les forces de l'ISIL s'estaven movent cap a Khasham i que les forces governamentals van decidir moure's de l'Eufrates per tal de tallar la línia d'atac de l'EI. En aquest punt, es van detectar grups armats a l'est de Khasham, en territori controlat per les SDF, que després van atacar les tropes del govern. Es van fer retrocedir ràpidament els grups armats. L'exèrcit va afirmar que, segons el trànsit interceptat de ràdio, els grups eren en part ISIL i en part kurds, i es van retirar cap a les instal·lacions de Conoco. En aquest punt, les unitats progovernamentals es van veure afectades per atacs aeris.
Segons el diari alemany Der Spiegel, la feroç resposta nord-americana va ser desencadenada principalment per una unitat de milícies tribals sirianes i combatents xiïtes que es van traslladar des de la ciutat d'Al Tabiyeh cap a Khasham, al mateix temps que un altre grup de forces progovernamentals que havien creuat el riu Eufrates prop del l'aeroport de Deir ez-Zor avançava cap a Khasham des de Marrat. Der Spiegel va informar que no hi havia russos en cap de les dues formacions; no obstant això, hi havia un petit contingent de PMC russos estacionats a Al Tabiyeh, que no participaven en els combats. Igualment, l'organització activista SOHR va informar que els PMC russos, que acompanyaven les forces governamentals mentre avançaven cap als jaciments de petroli i gas controlats per les SDF, van ser assassinats a Al Tabiyeh. A més, el SOHR va declarar que no van morir en els atacs aeris, sinó en una explosió amb trampes explosives en un dipòsit d'armes.
Ns quants dies després de la batalla, diversos grups russos van començar a confirmar que diversos mercenaris de Wagner havien mort en els atacs aeris. Algunes publicacions a les xarxes socials russes van afirmar que més de 200 PMC russos van ser assassinats, tot i que la veracitat d'aquesta informació es va posar en dubte i no s'ha pogut confirmar. Un cap paramilitar rus, crític amb els mercenaris assassinats, també va afirmar que 218 PMC van ser assassinats i que les famílies encara estaven esperant les seves restes. Un metge militar rus, líder d'una organització paramilitar cossaca vinculada als mercenaris, inuna font amb vincles amb Wagner i l'SBU d'Ucraïna, va afirmar que entre 80 i 100 PMC van ser assassinats i entre 100 i 200 ferits. L'SBU també va posar nom a 64 dels PMC. Un periodista rus creia que entre 20 i 25 PMC van morir en els atacs, mentre que, igualment, el CIT estimava que n'havien mort entre 20 i 30.
La Novaya Gazeta va informar de 13 morts russos, i l'ataman del Districte cosac separat del Bàltic, Maxim Buga, va declarar que no més de 15 o 20 van morir i que les altres estimacions eren exagerades. El 19 de febrer, un dels líders de Wagner, Andrey Troshev, va dir que 14 "voluntaris" van morir en la batalla. Altres tres comandants de Wagner també van declarar que l'afirmació de 200 morts era una exageració i que com a màxim 15 mercenaris van ser assassinats. Rússia va confirmar oficialment que cinc presumptes ciutadans russos havien mort en els atacs aeris. Der Spiegel i el SOHR van informar que la majoria de sirians van ser assassinats en els atacs.
A finals de març, els PMC romanien a la mateixa zona i utilitzaven tropes locals progovernamentals per patrullar les posicions de la coalició. Segons els antics membres de Wagner, la batalla de Khasham va tenir un impacte important que va provocar canvis a l'organització, i subsegüentment els PMC només van fer funcions de guàrdia a les plantes locals.

#### Control de Damasc
El 18 de febrer de 2018, l'exèrcit sirià va llançar una ofensiva contra la Ghuta oriental controlada pels rebels, a l'est de Damasc, i va dividir la regió en tres àrees duferenciades el 12 de març.
El 17 de març, el 82 per cent de la Ghuta oriental va ser capturada per l'exèrcit sirià. Una de les ciutats capturades per les tropes governamentals llavors va ser Mesraba. El 18 de març, els rebels van llançar un contraatac per intentar recuperar Mesraba i ràpidament van prendre la major part de la ciutat a les forces governamentals. Els PMC de Wagner van llançar llavors una operació i durant la nit entre el 18 i el 19 de març van recuperar del tot la ciutat de Mesraba.
Una altra missió de la qual se'n van encarregar durant l'ofensiva va ser assegurar el corredor humanitari establert pel Centre de Reconciliació Rus per a Síria, que havia de permetre als civils abandonar les zones controlades pels rebels cap al territori governamental. Segons el centre, el 19 de març 79.702 persones havien abandonat les parts de la Ghuta oriental controlades pels rebels. El 23 de març, el SOHR va calcular en 120.000 el nombre dels que van abandonar les zones rebels o es van quedar a dues ciutats ocupades per les forces governamentals, mentre que l'ONU va declarar que 50.000 havien abandonat les zones assetjades. Tota la regió de la Ghuta oriental va ser capturada per les forces governamentals el 14 d'abril, acabant efectivament amb aquesta rebel·lió de prop de 7 anys prop de Damasc.
Al març, un comandant superior anònim del Grup Wagner va ser citat dient que hi havia cinc companyies del Grup Wagner operant a Síria, així com els Carpats (en rus: Карпаты), empresa adscrita al Grup Wagner, i formada principalment per ciutadans ucraïnesos. Els Carpats constaven d'uns 100 combatents. Al maig, l'SBU va anunciar que va identificar el tinent coronel Oleg Demyanenko, de les Forces Armades russes, com a entrenador dels Carpats. Segons l'anunci, la unitat es va formar per dur a terme reconeixements i atacs a Ucraïna. També es creu que combatents belarussos estan entre els mercenaris de Wagner.

#### Combat posterior a la gran ofensiva
A finals de novembre de 2018, els PMC feien molt poques missions de combat. En canvi, estaven estacionats en casernes i es va arribar a afirmar que durant l'estiu anteriir una companyia s'havia estat entrenant durant tres mesos en una base a 70 quilòmetres de Deir ez-Zor, per al control d'aldarulls.
A principis de maig de 2019, es va informar que els franctiradors de Wagner estaven sent desplegats al llarg de la primera línia d'Idlib al nord-oest de Síria, per preparar una ofensiva de l'exèrcit sirià. L'ofensiva terrestre es va llançar el 6 de maig, després d'una campanya aèria d'una setmana de durada contra territori rebel, amb les tropes progovernamentals que van aconseguir capturar dues ciutats importants en tres dies. Les fotos i els vídeos semblaven mostrar almenys un PMC rus acompanyant les tropes sirianes a una de les ciutats. Membres de les forces especials russes també van ser presents durant l'ofensiva.
A principis de setembre, els PMC es van preparar per a una ofensiva per assaltar la ciutat d'Idlib, controlada pels rebels. Es van agrupar en unitats equipades amb tancs de 50 persones amb el suport de les forces aèries russes. Mentre treballaven amb les forces regulars del govern sirià, primer van establir corredors d'evacuació civil i després van participar en l'atac a la ciutat.
El 15 d'octubre de 2019, les forces del govern sirià van entrar a la ciutat de Manbij i els seus voltants, mentre les forces militars nord-americanes van començar una retirada de la zona, que es va completar al final del dia. Posteriorment, l'exèrcit rus va iniciar patrulles entre les zones rebels i les controlades pel govern al districte de Manbij. Es pensa que els mercenaris de Wagner van formar part de la presa de control d'una base militar nord-americana abandonada a la zona, a causa de la presència confirmada d'un periodista rus que se sap que seguia regularment els mercenaris.
A mitjans de gener de 2020, van començar tensos enfrontaments amb les tropes nord-americanes que van bloquejar els vehicles militars russos per utilitzar l'autopista M4 al nord-est de Síria. A finals de mes s'havien produït gairebé mitja dotzena d'incidències. A principis de febrer, els vehicles que transportaven mercenaris russos també van ser bloquejats per les tropes nord-americanes a les carreteres. Segons els EUA, els incidents van tenir lloc a l'interior del territori patrullat pels seus militars i les SDF liderades pels kurds.
A principis de febrer, els PMC es van col·locar a primera línia a la plana d'Al-Ghab, a la província de Hama. A l'abril, el contractista de seguretat rus vinculat a Wagner "Evro Polis" va lliurar 50 ventiladors, 10.000 kits de prova de coronavirus i 2.000 peces de roba de protecció a Síria enmig de la pandèmia de coronavirus. A finals de desembre de 2020, els atacs de l'ISIL es van intensificar a l'est de Síria, després que els PMC es van retirar de la província de Deir ez-Zor a Latàkia.

### Sudan
A l'entrevista a The Insider, Strelkov també va dir que, a més de tornar a Luhansk, els PMC de Wagner també estaven presents al Sudan del Sud i possiblement a Líbia. Diversos dies abans de la publicació de l'entrevista, Strelkov va declarar que els PMC de Wagner s'estaven preparant per ser enviats des de Síria al Sudan o al Sudan del Sud després que el president del Sudan, Omar al-Bashir, digués al president rus Putin que el seu país necessitava protecció "d'accions agressives dels EEEUU”.
Des de fa anys, dos conflictes interns s'estan desencadenant al Sudan (a la regió de Darfur i els estats de Kordofan del Sud i el Nil Blau), mentre que des del 2013 hi ha una guerra civil al Sudan del Sud. El cap de l'empresa privada russa Grup RSB va dir que va saber que els PMC ja havien viatjat al Sudan i havien tornat amb una forma greu de malària. Diverses dotzenes de PMC del Grup RSB van ser enviades a Líbia a principis del 2017, a una instal·lació industrial prop de la ciutat de Bengasi, en una zona controlada per forces lleials al mariscal de camp Khalifa Haftar, per donar suport a les operacions de desminada. Van marxar al febrer després de completar la seva missió. El grup RSB es trobava a Líbia a petició de la Libyan Cement Company (LCC).
A mitjans de desembre, va aparèixer un vídeo que mostrava els PMC de Wagner entrenant membres de l'exèrcit sudanès, confirmant així la presència de Wagner al Sudan i no al Sudan del Sud. Els PMC van ser enviats al Sudan per donar-li suport militar contra el Sudan del Sud i protegir les mines d'or, urani i diamants, segons Sergey Sukhankin, expert associat de l'ICPS i membre de la Fundació Jamestown. Sukhankin va afirmar que la protecció de les mines era "la mercaderia més essencial" i que els PMC van ser enviats per "forçar condicions beneficioses per a les empreses russes".
Segons els informes, els PMC al Sudan eren 300 i treballaven sota la cobertura de "M Invest", una empresa vinculada a Yevgeny Prigozhin. "M Invest" va signar un contracte amb el Ministeri de Defensa rus per a l'ús d'avions de transport de la 223a Unitat de Vol de la Força Aèria Russa. Entre l'abril de 2018 i el febrer de 2019, dos avions de la 223a van fer almenys nou vols a la capital sudanesa de Khartum. Els mercenaris de Wagner al Sudan incloïen antics ciutadans ucraïnesos que van ser reclutats a Crimea, segons la SBU.
A finals de gener de 2019, després que les protestes van esclatar al Sudan a mitjans de desembre de 2018, la premsa britànica va denunciar que els mercenaris estaven ajudant les autoritats sudaneses a reprimir els manifestants. Durant els primers dies de les protestes, manifestants i periodistes van informar que grups d'estrangers s'havien reunit prop dels principals punts de concentració. Això va ser negat pel Ministeri d'Afers Exteriors rus, encara que va confirmar que els contractistes estaven al Sudan per entrenar l'exèrcit sudanès. L'SBU va nomenar 149 PMC que va dir que van participar en la supressió de les protestes, així com dos que, segons es diu, van morir en els enfrontaments. Entre 30 i 40 persones van morir durant les protestes, incloent dos personal de seguretat. Més de 800 manifestants van ser detinguts. Mentrestant, França ha acusat les PMC de tenir una "presència forta i activa" a les xarxes socials i que impulsen una forta "retòrica antifrancesa" a la CAR.
Després del derrocament final d'Omar al-Bashir en un cop d'estat l'11 d'abril de 2019, Rússia va continuar donant suport al Consell Militar de Transició (TMC) que es va establir posteriorment per governar el Sudan, ja que el TMC va acordar mantenir els contractes de Rússia en la defensa del Sudan, la mineria i sectors energètics. Això incloïa la formació dels PMC d'oficials militars sudanesos. També es va dir que el grup Wagner estava vinculat al vicepresident del TMC, el general. Mohamed Hamdan Dagalo. Al maig, Rússia va signar un acord militar amb el Sudan que, entre altres coses, facilitaria l'entrada de vaixells de guerra russos als ports sudanesos. A més, el novembre de 2020 es va signar un nou projecte d'acord que portaria a l'establiment d'un centre logístic i un pati de reparació naval rus que a la costa del Mar Roig del Sudan acolliria fins a 300 persones. Es preveu que l'acord tingui una durada de 25 anys, tret que cap de les parts s'oposi a la seva renovació.
L'abril de 2020 es va informar que l'empresa "Meroe Gold" connectada al Grup Wagner planejava enviar equips de protecció personal, medicaments i altres equips al Sudan enmig de la pandèmia de coronavirus. Tres mesos després, els Estats Units van sancionar la companyia "M Invest", així com la seva filial sudanesa "Meroe Gold" i dos individus clau per a les operacions del Grup Wagner al Sudan, per la repressió i difamació dels manifestants.

### República Centreafricana
A mitjans de gener de 2018 es va informar que Wagner podria desplegar un contingent dels seus PMC a la República Centreafricana (RCA), ja que Rússia va pressionar amb èxit el Consell de Seguretat de l'ONU perquè li permetés enviar armes i municions al país, malgrat un embargament d'armes vigent des del 2013 en virtut de la Resolució 2127 del Consell de Seguretat. Reuters va informar que França s'havia ofert a transportar armes confiscades a Somàlia a l'antiga colònia francesa, però que Rússia va expulsar del país. A finals de març, el Ministeri d'Afers Exteriors de Rússia va declarar que cinc soldats russos i 170 "instructors civils" havien estat enviats a la CAR per entrenar els seus soldats. Segons el president de la RCA, Faustin-Archange Touadéra, la formació impartida reforçaria l'eficàcia de les forces armades de la RCA en la lluita contra els "espoliadors". Més tard, es va confirmar que els instructors eren PMC de Wagner que van ser enviats a la RCA per protegir mines lucratives, donar suport al govern de la RCA i proporcionar una protecció propera a Touadéra.
El paper dels PMC també va ser omplir un buit de seguretat deixat per França després de retirar les seves forces militars del país l'octubre de 2016. El país es trobava enmig d'una guerra civil des del 2012, que va deixar les tres quartes parts sota control rebel. El campament dels PMC es va instal·lar el 24 de març de 2018, a uns 60 quilòmetres de la capital Bangui a la finca Berengo que va ser utilitzada per l'antic governant de la República Centroafricana Jean-Bédel Bokassa. Aquest desplegament va portar el nombre de PMC al Sudan i a la CAR a uns 370.
A l'abril, els locals van impedir que un Cessna matriculat a Rússia s'enlairés a Kaga-Bandoro, controlat pels rebels, que es troba a prop dels dipòsits de diamants. Segons el govern de la República Centroafricana, l'avió transportava consellers militars russos que havien estat allà per a les negociacions de pau amb els rebels i els testimonis van afirmar que tres o quatre soldats russos de l'avió van visitar els recintes dels líders rebels musulmans. Això va generar sospites per part del CIT i de la ONG Transparència Internacional que els PMC de Wagner també estaven vigilant mines de diamants en territori rebel. Diversos anys després, un informe al Consell de Seguretat de l'ONU sobre violacions dels drets humans a la RCA va confirmar que les PMC russes es van establir als principals centres miners del país.
A finals de maig de 2018, el diari Neue Zürcher Zeitung va informar que el nombre de PMC russos a la RCA era de 1.400. Sukhankin, company de la Fundació Jamestown, va dir a Polygraph.info que el Grup Wagner estava a càrrec de les operacions militars al país, mentre que una altra empresa militar privada russa anomenada Patriot s'encarregava de protegir els VIP. 10 instructors militars russos estaven estacionats a la ciutat sense llei de Bangassou, a la frontera amb la República Democràtica del Congo, mentre que una altra unitat es trobava a la ciutat clau de Sibut, prop del territori controlat pels rebels. A principis de juliol de 2018, el Col. Konstantin Pikalov va arribar a la RCA i hi va estar estacionat durant aquell estiu. Tornaria de nou a la RCA després de les eleccions a Madagascar d'aquell mateix any, on també va participar com a consultor de seguretat de diferents candidats. Segons Christo Grozev de Bellingcat, durant la seva estada a la RCA, Pikalov va ser "una mena d'intermediari" entre les empreses privades de Yevgeny Prigozhin, el Ministeri de Defensa rus i el Kremlin.
L'agost de 2018, Rússia va signar un acord de cooperació militar amb la RCA, alhora que també va ajudar a negociar, juntament amb el Sudan, un acord provisional entre grups armats del país. Tres mesos després, Al Jazeera va rebre un accés sense precedents a instructors militars russos a la CAR. Mentre la tripulació d'Al Jazeera filmava l'entrenament facilitat per Rússia per a les tropes de la RCA, Valery Zakharov, l'assessor especial rus del president de la RCA, va afirmar que el Grup Wagner no és més que una "llegenda urbana" i que l'entrenament al país estava fet per reservistes russos.
El desembre de 2018, la SBU d'Ucraïna va informar que l'estructura paraigua de Wagner a la República Centroafricana és una empresa comercial afiliada a Yevgeny Prigozhin - Servei de seguretat M-Finance LLC de Sant Petersburg, les principals àrees d'activitat són la mineria de pedres precioses i serveis de seguretat privada. Segons la SBU, alguns dels PMC van ser transportats a l'Àfrica directament amb l'avió privat de Prigozhin. L'SBU va informar que van identificar 37 ciutadans russos que estaven implicats a la RCA per la intel·ligència militar russa de manera rotativa com a membres del Servei de Seguretat de M-Finance LLC, el cap dels quals es va informar que era Valery Zakharov de Sant Petersburg. Es deia que Zakharov era el mateix PMC de Wagner, el número personal de Wagner era M-5658. Zakharov també va actuar com a diplomàtic rus i assessor de seguretat del president de la RCA. No obstant això, segons Grozev de Bellingcat, Konstantin Pikalov va ser el que finalment va donar instruccions a Zakharov.
En total, segons la informació obtinguda per la SBU d'Ucraïna, 1.012 membres de Wagner van ser transportats en dos avions Tupolev Tu-154 entre agost i desembre de 2018, cap al Sudan, la República Centroafricana i altres països africans.
Cinc dies abans de les eleccions generals de l'Àfrica Central de 2020–21, els rebels van atacar i capturar la quarta ciutat més gran de la República Centroafricana, Bambari. En resposta, el govern va demanar ajuda a Rwanda i Rússia d'acord amb els acords bilaterals. Ruanda va reforçar les seves tropes que servien a la missió de pau de l'ONU a la República Centroafricana, mentre que Rússia va enviar 300 instructors militars addicionals al país. Paral·lelament, els "mercenaris" russos i ruandesos van ser desplegats juntament amb tropes governamentals al poble de Boyali, a 130 quilòmetres al nord-oest de la capital Bangui. L'endemà, l'ONU i les forces governamentals van recuperar Bambari. Un mes més tard, el 25 de gener de 2021, les forces de la RCA, recolzades per les PMC russes i les tropes ruandeses, van atacar Boyali, matant 44 rebels que planejaven un assalt a la capital. Posteriorment, les forces de la CAR, amb el suport dels contractistes russos i les tropes ruandeses, van capturar diverses ciutats estratègiques al llarg del febrer de 2021, com ara Bossembele, Bouar, Beloko i Bossangoa . Quan els rebels eren rebutjats, Valeri Zakharov els va instar a lliurar els seus líders a les forces de seguretat de la RCA. Durant els combats, la Coalició rebel de Patriotes pel Canvi (CPC) va afirmar que els seus combatents van matar diversos PMC Wagner i n'havien capturat un quan van destruir el seu camió prop de Bambari el 10 de febrer. A finals de febrer, un helicòpter Gazelle, que suposadament pertanyia al grup Wagner, es va estavellar per problemes tècnics mentre es trobava en una missió per recuperar els PMC que van resultar ferits mentre s'enfrontaven als rebels que van emboscar un comboi militar de la República Centroafricana. La tripulació de l'helicòpter va sobreviure a l'accident.
Els avenços del govern, amb el suport de les forces russes i ruandeses, van continuar durant els mesos de març, abril i maig de 2021. Això va incloure la captura de les ciutats estratègiques de Bria i Kaga-Bandoro i la subprefectura de Bakouma. Algunes ciutats també van ser capturades únicament pels PMC russos, inclòs Nzacko. En almenys un cas, els contractistes van incloure sirians. A mitjans de maig, els russos van capturar un poble a uns 40 quilòmetres de Bambari durant els combats que van deixar 20 morts. A més, a finals de mes, PMC russos i sirians del Grup Wagner van atacar un punt de control rebel a l'entrada d'un poble a 28 quilòmetres de Bria, i van matar tres combatents del PCC. Cap a finals de juliol, l'exèrcit del CAR deixava la primera línia contra el PCC als PMC. El pla era que les tropes governamentals ocupessin les posicions capturades després d'haver estat assegurades pels contractistes.
A finals de març de 2021, l'Oficina de l'Alt Comissionat de les Nacions Unides per als Drets Humans (OHCHR) va declarar que havia rebut informes d'execucions massives, detencions arbitràries, tortures, desplaçaments forçats de civils i atacs contra treballadors humanitaris atribuïbles a forces militars privades aliades. amb l'exèrcit de la República Centroafricana, inclòs el Grup Wagner, així com amb les forces de pau de l'ONU en alguns casos. En un incident, es va informar que un vehicle civil va ser disparat des d'un punt de control fora de Grimari, presumptament controlat pels PMC russos i els soldats de la CAR, i va matar quatre persones, inclòs un cooperant. Els civils fugien de Bambari. Veïns i grups de drets locals també van afirmar que a Boda, a l'oest de Bangui, els PMC van ocupar dues escoles des del febrer, impedint que uns 2.000 nens assistissin a classe. Tot i així, en general, més del 85 per cent de les prop de 200 violacions de drets documentades que van tenir lloc entre octubre i desembre del 2020 es van atribuir a grups rebels, inclòs el PCC. A finals d'abril, el govern de la RCA va rebre un informe de les Nacions Unides, que detallava els abusos comesos per la RCA i les forces russes aliades entre desembre de 2020 i abril de 2021. El govern va qualificar la informació com a "denúncies", però es va comprometre a investigar-les. El Ministeri de Justícia de la RCA va donar instruccions per crear una "comissió especial d'investigació" que incorporaria els tres fiscals del país.
A principis de maig de 2021, el govern de la República Centroafricana va notificar al Consell de Seguretat de l'ONU que sol·licitava 600 nous instructors militars russos. Segons Rússia, els instructors estarien desarmats.
A finals de maig de 2021, el govern de la República Centreafricana i les forces paramilitars russes van perseguir els rebels de la República Centroafricana a través de la frontera amb el Txad. L'incident va deixar sis soldats txadians morts. Segons el govern txadià, l'exèrcit de la RCA va perseguir els rebels per la frontera al Txad i va atacar un lloc fronterer militar txadià, matant els soldats. Segons Txad, cinc dels soldats van ser assassinats després de ser segrestats i agafats de la frontera cap a la República Centroafricana. El govern de la RCA ho va negar i va declarar que els rebels que perseguien eren els responsables. Algunes fonts de l'exèrcit txadià van anomenar el Grup Wagner com la força paramilitar russa que lluitava al costat de les forces de la República Centroafricana. Segons The New York Times, a la RCA la paraula "Wagner" s'utilitza col·loquialment per referir-se a la intervenció russa al país.
A finals de juny de 2021, The New York Times va obtenir un informe lliurat al Consell de Seguretat de l'ONU que detallava que les PMC russes, sota l'aparença d'assessors militars desarmats, van dirigir les forces governamentals durant la contraofensiva de gener a febrer. Segons l'informe, les PMC, juntament amb les seves forces aliades, van cometre violacions que "incloïen casos de força excessiva, assassinats indiscriminats, ocupació d'escoles i saqueig a gran escala, incloses les organitzacions humanitàries". Es va dir que l'informe es basava en proves fotogràfiques i testimonis confidencials de testimonis i funcionaris locals. L'informe també va trobar que els rebels van dur a terme el reclutament forçat de nens soldats, atacs contra les forces de pau, saqueig de grups d'ajuda i agressions sexuals a dones. A finals d'octubre, els experts de les Nacions Unides van instar el govern de la República Centroafricana a tallar els vincles amb el personal militar i de seguretat privat, inclòs el Grup Wagner, acusant-los de cometre violacions dels drets humans.
A mitjans de novembre de 2021, segons un informe del Servei Europeu d'Acció Exterior, la majoria de les unitats desplegades de les Forces Armades de l'Àfrica Central operaven sota el comandament directe o la supervisió dels PMC del Grup Wagner, que van prendre el comandament d'almenys un batalló entrenat per la UE (Bataillon d'Infanterie Territoriale 7), i el Grup Wagner ha establert "una sòlida influència" en l'estat major de l'exèrcit de la RCA i altres institucions governamentals. A finals de desembre, els rebels van passar de la lluita de primera línia a la guerra de "guerrilla", que suposadament va causar "un gran nombre de ferits" entre els PMC russos, segons un expert del Centre d'Estudis Internacionals de França.
El desembre de 2021, es va informar que Wagner Group estava arrestant civils a Bria i obligant-los a treballar per als contractistes. El 4 de gener de 2022, els membres del grup Wagner van matar quatre civils a la ciutat. Quan van marxar, es van endur els cossos amb ells. L'endemà, els contractistes també van ser acusats d'haver matat 17 persones en un poble prop de la frontera amb el Camerun. A mitjans de gener, entre 30 i 70 civils van ser assassinats, alguns per foc perdut, durant una operació de l'exèrcit de la RCA i el Grup Wagner prop de Bria contra els rebels de la UPC. Posteriorment, l'ONU va iniciar una investigació sobre els assassinats.

### Madagascar
El grup de mitjans independents Project va informar que els PMC de Wagner van arribar a Madagascar l'abril de 2018 per protegir els consultors polítics contractats per Yevgeny Prigozhin per acompanyar la campanya presidencial del llavors president Hery Rajaonarimampianina per a les segúents eleccions. Rajaonarimampianina va perdre l'intent de reelecció, acabant tercer durant la primera volta de votacions, encara que es deia que els consultors de Prigozhin també havien treballat per a diversos dels altres candidats durant els mesos previs a les eleccions. Prop del final de la campanya, els estrategs també van ajudar a l'eventual guanyador de les eleccions, Andry Rajoelina, que també va comptar amb el suport dels Estats Units i la Xina. Es va dir que un dels últims actes de l'administració de Rajaonarimampianina va ser facilitar la presa de possessió per part d'una empresa russa de Kraoma, el productor nacional de cromita de Madagascar i es va informar que les PMC de Wagner estaven vigilant les mines de crom a partir d'octubre de 2018
Entre els consultors dels diferents candidats presidencials també hi havia Konstantin Pikalov, que inicialment va ser assignat com a cap de seguretat de campanya del candidat Pastor Mailhol de l'Església de l'Apocalipsi de Madagascar. Tanmateix, quan va quedar clar que Andry Rajoelina era el favorit per guanyar les eleccions, Pikalov va ser traslladat per ser el guardaespatlles de Rajoelina.

### Líbia
L'octubre de 2018, el tabloide britànic The Sun va citar als funcionaris d'intel·ligència britànics que s'havien instal·lat dues bases militars russes a Bengasi i Tobruk, a l'est de Líbia, en suport del mariscal de camp Khalifa Haftar, que dirigeix l'Exèrcit Nacional Líbi (LNA) a l'exèrcit d'aquest país. guerra civil. Es va dir que les bases es van establir sota la cobertura del Grup Wagner i que "desenes" d'agents del GRU i membres de les forces especials estaven actuant com a entrenadors i enllaços a la zona. També es pensava que els míssils russos Kalibr i els sistemes S-300 SAM es van instal·lar a Líbia.
El cap del grup de contacte rus sobre l'acord intralibi, Lev Dengov, va afirmar que l'informe de The Sun no "corresponia a la realitat", tot i que RBK TV també va confirmar el desplegament militar rus a Líbia. A principis de març de 2019, segons una font del govern britànic, uns 300 PMC de Wagner estaven a Bengasi donant suport a Haftar. En aquest moment, l'LNA estava fent grans avenços al sud sense llei del país, capturant una sèrie de ciutats en ràpida successió, inclosa la ciutat de Sabha i el jaciment petrolier més gran de Líbia. El 3 de març, la major part del sud, incloses les zones frontereres, estava sota control de l'LNA.
Després de la campanya del sud, l'LNA va llançar una ofensiva contra la capital de Trípoli, controlada pel GNA, però l'ofensiva es va estancar en dues setmanes als afores de la ciutat a causa de la forta resistència. A finals de setembre, després dels informes d'atacs aeris del GNA que van matar mercenaris russos durant el mes al sud de Trípoli, inclòs un que suposadament va deixar desenes de morts i el comandant de Wagner Alexander Kuznetsov ferit Oficials occidentals i líbis van declarar que durant la primera setmana de setembre més de 100 PMC Wagner van arribar al front per proporcionar suport d'artilleria a les forces d'Haftar. Després de la reconquesta per part del GNA d'un poble al sud de Trípoli de l'LNA, el GNA va trobar les pertinences abandonades d'un dels PMC.
Posteriorment, als llocs de diversos enfrontaments al llarg de la primera línia, milicians del GNA recuperaven material rus que quedava enrere. A principis de novembre, el nombre de PMC havia crescut fins a 200 o 300 i els franctiradors de Wagner estaven causant diverses baixes entre els combatents de primera línia del GNA, amb el 30 per cent de les morts en una unitat a causa dels franctiradors russos. Un dia, nou combatents del GNA van ser assassinats pel foc de franctirador. En un altre incident a la ciutat de primera línia d'Azízia, tres combatents del GNA van ser assassinats per franctiradors mentre atacaven una escola ocupada pels russos. Els PMC finalment van fer un forat a la paret d'una aula i van escapar mentre el GNA atacava l'escola amb vehicles blindats turcs. Els franctiradors dels PMC van matar un nombre de comandants de nivell mitjà competents de la GNA al front. La presència dels PMC també va provocar que el foc de morter més precís es dirigia al GNA. Els PMC també estaven equipats amb obusos guiats per làser i, per tant, el foc d'artilleria s'havia fet més precís gràcies a la designació làser dels observadors terrestres. També s'informa que utilitzaven munició de punta buida en contravenció de les regles de la guerra. Tenint en compte que la lluita terrestre a la guerra entre les faccions locals es considerava amateur, es pensava que l'arribada dels PMC podria tenir un impacte desmesurat. A més, els PMC van introduir mines terrestres i artefactes explosius improvisats en el conflicte, plantant una sèrie de trampes explosives i camps de mines als afores de Trípoli, així com almenys en un barri residencial de la capital. Segons Jalel Harchaoui, un expert en Líbia a l'Institut Holandès de Relacions Internacionals, la duresa, les tècniques letals i la disciplina de coordinació dels PMC van inculcar por a les forces dels GNA mentre la seva moral patia.
Es va instal·lar una seu de Wagner a un hospital de la localitat d'Esbia, a 50 quilòmetres al sud de Trípoli, on es va dir que els PMC havien detingut i disparat a la família d'un home que havia topat amb els contractistes per error. Van morir tres persones, mentre que l'home i un altre membre de la família van aconseguir sobreviure a l'execució.
A finals d'octubre de 2019, Facebook va suspendre els comptes que deia que formaven part d'una campanya de desinformació russa vinculada a Yevgeny Prigozhin. La campanya es va dirigir a vuit països africans. Almenys alguns dels comptes de Facebook provenien del Grup Wagner i l'única operació que es va atribuir a Wagner era donar suport a dos potencials futurs competidors polítics a Líbia. Tenia gestors de pàgines egipcies i les pàgines incloïen contingut de nostàlgia de Muammar Gaddafi. També van reforçar Saif al-Islam Gaddafi. El mes següent, el GNA va declarar que dos russos que van ser arrestats per les seves forces a principis de juliol eren empleats pel Grup Wagner. Els dos van ser arrestats sota la sospita d'intentar influir en les eleccions i es va dir que estaven implicats en "aconseguir una reunió" amb Saif al-Islam Gaddafi. Més tard, es va informar que els dos russos van tenir tres reunions amb Gaddafi l'abril de 2019.
A mitjans de novembre, el Congrés dels Estats Units estava preparant sancions bipartidistas contra els PMC a Líbia, el nombre dels quals havia pujat a 1.400, segons diversos funcionaris occidentals. El GNA, per la seva banda, va afirmar que documentava entre 600 i 800 PMC al país. Aquests incloïen 25 pilots, entrenadors i tripulació de suport, amb els pilots realitzant missions en caces bombarders LNA Su-22 renovats.
El 20 de novembre, un dron militar italià es va estavellar prop de Trípoli, amb l'LNA afirmant que l'havia abatut. L'endemà, un dron militar nord-americà també va ser abatut sobre Trípoli, encara que l'LNA va declarar que havia estat abatut per error. Segons els Estats Units, el dron va ser abatut per les defenses aèries russes que eren operades per PMC russos o per l'LNA. Un funcionari del GNA també va declarar que els PMC russos semblaven ser els responsables. Es calcula que uns 25 tècnics militars de Wagner havien establert torres i plataformes de transmissió a dalt d'edificis al sud de Trípoli, la qual cosa va provocar la caiguda dels avions no tripulats per bloqueig dels senyals de control de l'avió.
El 12 de desembre, es va llançar un nou assalt de l'LNA cap a Trípoli, amb l'LNA fent diversos avenços. Es va dir que els PMC russos lideraven l'assalt de l'LNA. Durant un període de dos dies, els PMC, que estaven equipats amb una sofisticada tecnologia d'intersecció de drons i artilleria, van llançar 2.500 projectils de morter o d'artilleria i van fer caure un dron turc que va ser desplegat pel GNA en un intent de dissuadir l'LNA. empènyer. El dron era el sisè dels set desplegats per Turquia al juny que s'havien abatut fins a aquest punt. A principis de gener de 2020, The Libya Observer va informar que la Força Aèria Russa havia transportat combatents pertanyents a dues empreses militars privades russes, Moran i Shield, des de Síria a Líbia per donar suport a l'LNA. Mentrestant, segons el president turc Recep Tayyip Erdogan, el nombre de PMC de Wagner a Líbia havia arribat als 2.500. Més tard, també va acusar els Emirats Àrabs Units d'aportar algun finançament als PMC.
Després de la crida de Turquia i Rússia per a un alto el foc a Líbia el 8 de gener de 2020, el GNA va afirmar que un nombre important de combatents del grup Wagner s'havien retirat de la línia del front mitjançant helicòpters fins a la base aèria d'Al Jufra. A finals de febrer, un PMC de Wagner va declarar per a l'agència d'informació russa InterRight que tots els PMC havien estat retirats de Líbia a causa de l'alto el foc.
No obstant això, a finals de març, el GNA va afirmar que havia atacat un edifici a la zona de Qasr Bin Ghashir al sud de Trípoli que havia estat ocupat per les PMC russes que havien estat responsables de diversos atacs recents als barris de Trípoli. El 2 d'abril, els atacs aeris del GNA a dues zones al sud de Bani Walid van apuntar a un comboi de municions, així com a un comboi de combustible, que, segons es diu, van destruir sis camions. Es va afirmar que els PMC de Wagner eren als vehicles, un d'ells va morir i un altre ferit. El 22 d'abril, el ministre de l'Interior del GNA va acusar el Grup Wagner de dur a terme un atac químic contra les seves forces a la zona de Salah al-Din, al sud de Trípoli. Segons el ministre, els franctiradors de Wagner van matar a trets els combatents del GNA que havien sucumbit als agents nerviosos.
A principis de maig, segons un informe de l'ONU, es van desplegar a Líbia entre 800 i 1.200 PMC Wagner en suport de l'LNA. Estaven operant en tasques militars especialitzades, inclosos equips de franctiradors. L'ONU també va confirmar la presència de combatents sirians que van ser transportats a Líbia des de principis d'any mitjançant almenys 33 vols operats per la companyia aèria Cham Wings. Els sirians eren menys de 2.000 i estaven formats per antics rebels reclutats pel Grup Wagner, sota supervisió militar russa, per lluitar al seu costat. A mitjans de maig, l'artilleria del GNA va bombardejar una base Wagner que s'utilitzava per a operacions d'observació, intel·ligència i organització.
A finals de maig, el GNA va capturar l'estratègica base aèria d'Al-Watiya i va avançar cap a diversos districtes del sud de Trípoli, durant els quals van capturar tres campaments militars. Durant els enfrontaments, el GNA va informar que tres Wagner PMC van ser assassinats i el cos d'un d'ells va ser confiscat. També va morir el primer combatent sirià de la força reclutada per donar suport al Grup Wagner. Després d'aquests avenços, els PMC de Wagner van començar a evacuar per l'aeroport de Bani Walid fins a Jufra, amb centenars de ser evacuats el 25 de maig. Segons el GNA, entre 1.500 i 1.600 "mercenaris" es van retirar del front de Trípoli els dies anteriors. Els PMC també van retirar la seva artilleria i altres armes pesades durant la retirada del sud de Trípoli. El 26 de maig, segons el Comandament d'Àfrica dels Estats Units (AFRICOM), Rússia va desplegar avions de caça a la base aèria d'Al Jufra per donar suport als PMC de Wagner. Els avions van arribar des d'una base aèria a Rússia a través de Síria, on van ser pintats per ocultar les seves marques russes. L'LNA va negar haver rebut nous avions de caça.
Després de l'enfonsament de l'ofensiva de l'LNA a Trípoli, el GNA va llançar un assalt a la ciutat de Sirte controlada per l'LNA a principis de juny, aconseguint inicialment capturar parts de la ciutat, abans d'un contraatac de l'LNA. L'atac va fer retrocedir les forces del GNA. Posteriorment, mentre el GNA preparava un segon assalt, els PMC russos estaven plantant mines terrestres a Sirte i als voltants per "obstruir l'avanç" del GNA. A mitjans de juny, AFRICOM va informar que un dels avions russos acabats d'arribar va ser vist agafant-se des de la base aèria d'Al Jufra, mentre que un avió de caça MiG-29 es va veure operant a prop de Sirte. Hi havia preocupació que els avions estaven operats pels PMC. A finals de mes, el GNA va afirmar que un atac amb coets Wagner a l'oest de Sirte va deixar un civil mort.
Cap a finals de juny, la base aèria d'Al Jufra es va convertir en un centre de comandament del Grup Wagner per a les operacions per prendre el control dels camps petroliers del sud del país i es deia que els PMC de la base incloïen ucraïnesos i serbis, a més dels russos. contractistes. Posteriorment, els PMC de Wagner i els mercenaris sudanesos pro-LNA, en coordinació amb una milícia pro-LNA coneguda com la Guàrdia d'instal·lacions de petroli, van entrar i assegurar el jaciment de petroli més gran de Líbia, el jaciment d'El Sharara. Els PMC també van assegurar el port petrolier de Sidra a la costa mediterrània. Cap a finals de juliol, també es va informar que "mercenaris estrangers" es trobaven al complex petroquímic de Ras Lanuf, al port petrolier de Zuwetina i al camp de Zallah.
Al juliol, els Estats Units van imposar sancions a persones i entitats de Wagner per la col·locació de mines terrestres a Trípoli i als voltants. Mentrestant, segons AFRICOM, Rússia va continuar subministrant l'LNA a través del grup Wagner amb vehicles de llançament de míssils SA-22, GAZ Tigr IMV, Typhoon MRAP i mines terrestres. També s'havien lliurat un total de 14 avions de caça Mig-29 i Su-24. Segons un informe de l'ONU, 338 vols militars russos des de Síria a Líbia es van realitzar entre novembre de 2019 i juliol de 2020, en suport del Grup Wagner. A principis d'agost, un comboi Wagner de 21 vehicles es va traslladar de Jufra a Sirte. Paral·lelament, l'LNA, amb el suport dels PMC, estava reforçant la vall de Jarif al sud de Sirte amb séquies i barreres.
A mitjans de setembre d'aquell any es va confirmar que el Grup Wagner estava duent a terme atacs aeris en suport de l'LNA, amb dos Mig-29 pilotats pels PMC estavellant-se, un a finals de juny i l'altre a principis de setembre. Un vídeo del pilot del segon avions va circular en línia, que mostrava que era rescatat per un helicòpter de combat de l'LNA després que va sortir en paracaigudes i aterrar al desert. Cap a finals de setembre, un helicòpter que transportava munició es va estavellar a Sokna, prop d'Al Jufra, mentre es dirigia cap a un jaciment de petroli. En l'accident van morir quatre PMC.
El 23 d'octubre de 2020, es va arribar a un nou acord d'alto el foc a Líbia, amb converses de pau per començar posteriorment. Les converses van començar el 12 de novembre. No obstant això, el mateix dia, l'exèrcit del GNA va declarar que no acceptaria més converses amb la presència dels PMC i els seus sistemes antiaeris a Sirte, després que l'LNA realitzés exercicis de foc real i els PMC impedissin l'aterratge de la seva delegació a Sirte, segons el GNA.
El desembre de 2020, el Pentàgon dels Estats Units va revelar que els Emirats Àrabs Units finançaven els PMC russos a Líbia i que era el principal suport financer del Grup Wagner. A finals de gener de 2021, els PMC van construir una gran trinxera, o una sèrie de trinxeres, que s'estenen uns 70 quilòmetres des de Sirte fins al bastió de Wagner de Jufra. La trinxera va ser reforçada per una sèrie de fortificacions elaborades dissenyades per interrompre els atacs terrestres. Es van excavar més de 30 posicions defensives al llarg de la trinxera amb posicions clau prop de la base aèria de Jufra i a l'aeròdrom de Brak més al sud, on es van instal·lar i fortificar defenses de radar.

### Veneçuela
A finals de gener de 2019, els PMC de Wagner van arribar a Veneçuela durant la crisi presidencial que s'estava desenvolupant. Van ser enviats per proporcionar seguretat al president Nicolás Maduro, que s'enfrontava a protestes de l'oposició recolzades pels EUA com a part de la crisi socioeconòmica i política que s'apoderava del país des del 2010. El líder d'un capítol local d'un grup paramilitar de cosacs amb vincles amb els PMC va informar que uns 400 contractistes podrien estar a Veneçuela en aquell moment. Es va dir que els PMC van volar en dos avions noliejats a l'Havana, Cuba, des d'on es van traslladar a vols comercials regulars a Veneçuela. Una font russa anònima propera al Grup Wagner va declarar que un altre grup de PMC ja havia arribat abans de les eleccions presidencials de maig de 2018. Abans de l'esclat de les protestes del 2019, els PMC es trobaven a Veneçuela principalment per proporcionar seguretat als interessos empresarials russos com l'empresa energètica russa Rosneft. També van col·laborar en la formació de la Milícia Nacional Veneçolana i els paramilitars pro-Maduro Colectivos el 2018.

### Moçambic
A principis d'agost de 2019, el grup Wagner va rebre un contracte amb el govern de Moçambic sobre altres dues empreses militars privades, OAM i Black Hawk, oferint els seus serveis a uns costos més baixos. A finals d'aquell mes, el govern de Moçambic va aprovar una resolució que ratificava l'acord d'abril de 2018 sobre l'entrada de vaixells militars russos als ports nacionals. El 13 de setembre, 160 PMC del Grup Wagner van arribar al país en un avió de càrrega rus An-124 per proporcionar assistència tècnica i tàctica a les Forces Armades de Defensa de Moçambic (FADM) i van estar estacionats en tres casernes militars al nord, a les províncies de Nampula, Macomia i Mueda.
El 25 de setembre, un segon avió de càrrega rus va aterrar a la província de Nampula i va descarregar armes i municions de gran calibre pertanyents al Grup Wagner, que després van ser transportades a la província de Cabo Delgado on, des del 5 d'octubre de 2017, s'estava produint una insurrecció islamista. Almenys un dels dos avions de càrrega pertanyia a la 224a Unitat de Vol de la Força Aèria Russa. En total, 200 PMC, incloses tropes d'elit, tres helicòpters d'atac i tripulació, van arribar a Moçambic per oferir entrenament i suport de combat a Cabo Delgado, on els militants islamistes havien cremat pobles, decapitats i desplaçat centenars de persones.
A partir del 5 d'octubre, l'exèrcit de Moçambic va dur a terme diverses operacions amb èxit, en col·laboració amb els PMC, contra els insurgents al llarg de la frontera amb Tanzània. A l'inici de les operacions, un comandant de la unitat PMC amb l'indicatiu "Granit" va ser assassinat i altres dos PMC van resultar ferits quan la seva unitat va ser emboscada per una força de 60 insurgents. Durant aquestes operacions, els militars i les PMC van bombardejar bases insurgents en dues zones, empenyent-les al bosc. En aquest moment, els insurgents van llançar atacs contra dues bases, durant els quals van morir més de 35 insurgents i tres PMC. Mentrestant, el 8 d'octubre, un vaixell rus va entrar al port de Nacala amb poc més de 17 contenidors de diferents tipus d'armes, especialment explosius, que van ser transportats al camp de batalla. Rússia, per la seva banda, va negar que tingués tropes a Moçambic.
Després de l'arribada de les PMC, l'ISIL va reforçar les forces gihadistes a Moçambic, la qual cosa va provocar un augment del nombre d'atacs de militants. Els dies 10 i 27 d'octubre es van produir dues emboscades durant les quals van morir set PMC. Durant l'emboscada de finals d'octubre, a més de cinc PMC, també van morir 20 soldats de Moçambic quan militants islàmics van muntar una barricada a la carretera quan arribava un comboi militar del FADM. Quatre dels cinc PMC van ser assassinats a trets i després decapitat. Tres vehicles van resultar cremats en l'atac. Algunes de les morts durant els combats a Moçambic van ser el resultat d'un incident de "foc amic".
A mitjans de novembre, dues fonts militars de Moçambic van descriure les tensions creixents entre Wagner i el FADM després d'una sèrie d'operacions militars fallides, amb una que va dir que les patrulles conjuntes gairebé s'havien aturat. Analistes, mercenaris i experts en seguretat, entre ells els caps d'OAM i Black Hawk, que operen a l'Àfrica subsahariana, opinaven que Wagner estava lluitant a Moçambic ja que operaven en un teatre on no tenien gaire experiència. Segons John Gartner, cap de l'OAM i antic soldat de Rhodesia, el Grup Wagner estava "fora de les seves profunditats" a Moçambic. Al mateix temps, Dolf Dorfling, el fundador de Black Hawk i antic coronel sud-africà, va dir que les fonts els van dir que el Grup Wagner havia començat a buscar personal militar local amb experiència.
Cap a finals d'aquell mes, es va informar que 200 PMC s'havien retirat de Moçambic, arran de les morts entre els seus combatents. Tot i així, a finals de novembre, combatents i equipaments russos encara estaven presents a la ciutat portuària de Pemba i també estaven basats a la localitat costanera de Mocímboa da Praia. Els PMC també s'havien retirat a Nacala per reorganitzar-se.
A principis del 2020, el nombre d'atacs a Cabo Delgado va augmentar, i 28 van tenir lloc durant gener i principis de febrer. La violència es va estendre a nou dels 16 districtes de la província. Els atacs van incloure decapitacions, segrestos massius i pobles cremats. La majoria dels atacs van ser realitzats per militants, però alguns també van ser fets per bandolers. El 23 de març, els militants van capturar la ciutat clau de Mocimboa de Praia a Cabo Delgado. Dues setmanes després, els insurgents van llançar atacs contra mitja dotzena de pobles de la província.
El 8 d'abril, l'exèrcit va llançar atacs amb helicòpters contra bases militants de dos districtes. El periodista Joseph Hanlon va publicar una fotografia que mostrava un dels helicòpters de combat que van participar en l'atac i va dir que estava tripulat per PMC de Wagner. No obstant això, altres dues fonts citades pel Daily Maverick van afirmar que els contractistes pertanyien a l'empresa militar privada sud-africana Dyck Advisory Group (DAG) i que el grup Wagner s'havia retirat de Moçambic al març.

### Mali
A mitjans de setembre de 2021, segons fonts diplomàtiques i de seguretat, estava a punt de concretar-se un acord que permetria al Grup Wagner operar a Mali. Segons fonts contradictòries, almenys 1.000 PMC o menys es desplegarien a Mali, que ha estat testimoni d'una guerra civil des del 2012, i el Grup Wagner rebria uns 6.000 milions de francs CFA al mes per la formació de l'exèrcit malià i la protecció. per als funcionaris governamentals. França, que abans governava Mali com a colònia, estava fent una empenta diplomàtica per evitar que l'acord es promulgués. Des de finals de maig de 2021, Mali està governat per una junta militar que va arribar al poder després d'un cop d'estat. En resposta, el primer ministre de Mali, Choguel Kokalla Maïga, en el seu discurs a l'Assemblea General de les Nacions Unides, va declarar: "La nova situació derivada del final de l'operació Barkhana posa Mali davant un fet consumat -abandonant-nos, a mig vol fins a cert punt- i lidera per explorar vies i mitjans per garantir millor la nostra seguretat de manera autònoma, o amb altres socis".
El Regne Unit, la Unió Europea i Costa d'Ivori també van advertir a Mali que no es comprometés a un acord amb el Grup Wagner. Tot i així, el 30 de setembre, Mali va rebre un enviament de quatre helicòpters Mil Mi-17, així com armes i municions, com a part d'un contracte acordat el desembre de 2020. L'enviament va ser rebut pel ministre de Defensa de Mali, que va elogiar Rússia com "un país amigable amb el qual Mali sempre ha mantingut una col·laboració molt fructífera".
A finals de desembre, França va publicar una declaració conjunta signada també pel Regne Unit, Alemanya, el Canadà i altres 11 governs europeus en què s'ha vist que han presenciat el desplegament del Grup Wagner a Mali, amb el suport de Rússia, i que han condemnat l'acció. Mali va negar el desplegament, demanant proves per fonts independents, però va reconèixer que "entrenadors russos" estaven al país com a part de l'enfortiment de les forces militars i de seguretat i que "només estava implicat en una associació d'estat a estat amb la Federació Russa"., el seu soci històric". Fonts del govern francès van afirmar que l'al·legació del desplegament de Wagner es basava en factors que incloïen el desenvolupament d'una nova base militar prop de l'aeroport de Bamako, així com "patrons de vol sospitosos". El mes següent, oficials de l'exèrcit malià van confirmar que uns 400 assessors militars russos havien arribat al país i estaven presents a diverses parts de Mali. Diversos funcionaris, inclòs un occidental, van declarar que es van desplegar "mercenaris" russos a Mali, però una font militar maliana ho va negar. Tot i així, un funcionari del centre de Mali va declarar que hi havia assessors russos i PMC presents i que no tots els contractistes eren nacionals russos. Segons un oficial militar francès, entre 300 i 400 PMC estaven presents a la part central del país, juntament amb entrenadors russos que proporcionaven equipament. També van sorgir fotos dels PMC a la ciutat de Ségou des de finals de desembre de 2021, on s'ha informat que es van desplegar 200 contractistes de Wagner. A més, es va informar que a principis de gener de 2022, els enfrontaments al sud de Mopti entre contractistes i gihadistes van deixar un PMC mort.
A mitjans de gener de 2022, els Wagner PMC es van desplegar en una antiga base militar francesa a Tombuctú, al nord de Mali. Posteriorment, l'exèrcit nord-americà també va confirmar la presència del Grup Wagner a Mali.
A principis d'abril, Human Rights Watch va publicar un informe en què acusava soldats malians i PMC russos d'executar suposadament uns 300 civils entre el 27 i el 31 de març, durant una operació militar a Moura, a la regió de Mopti, coneguda com un punt calent de militants islàmics. Segons l'exèrcit malià, més de 200 militants van ser assassinats en l'operació, en la qual, segons es diu, hi van participar més de 100 russos.

### Rússia
En el context de la invasió russa d'Ucraïna, el 23 de juny de 2023, el líder de Wagner va iniciar un conflicte intern a Rússia contra el Ministeri de Defensa de Rússia, a qui acusava d'haver bombardejat un dels seus campaments i haver mort 2.000 dels seus mercenaris. En menys de vint-i-quatre hores, els paramilitars van prendre el control de dues capitals d'óblast russes: Rostov del Don i Vorónej.

## Baixes
| Conflicte                                   | Període                              | Víctimes de Wagner                                                         | Notes |
| ------------------------------------------- | ------------------------------------ | -------------------------------------------------------------------------- | --- |
| Guerra al Donbas                            | Juny de 2014 a octubre de 2015       | 30–80 morts                                                                | La SBU ucraïnesa va afirmar que 36 PMC van ser assassinats durant els combats a l'aeroport internacional de Luhansk (15) i la batalla de Debaltseve (21). </br> Quatre dels que van morir en la batalla per l'aeroport van ser assassinats al poble proper de Khryashchevatoe. |
| guerra civil siriana                        | Setembre 2015 – desembre 2017        | 151–201 morts </br> Més de 900 ferits                                      | CIT va informar d'una estimació conservadora d'almenys 101 morts entre octubre de 2015 i mitjans de desembre de 2017. </br> El fundador de CIT va declarar que el nombre de morts era d'almenys 100-200, mentre que un altre blogger de CIT va dir que almenys 150 van ser assassinats i més de 900 van resultar ferits. </br> Fontanka va informar d'una estimació conservadora d'almenys 73 morts a mitjans de desembre de 2017, 40-60 dels quals van morir durant els primers mesos de 2017. </br> Un antic oficial del PMC va declarar que no menys de 100 van morir a finals d'agost de 2016. </br> Un PMC més va ser assassinat a finals de desembre de 2017. |
| Guerra civil siriana - Batalla de Khasham   | 7 de febrer de 2018                  | 14–64 morts (confirmats) </br> 80–100 morts (estimat) </br> 100–200 ferits | L'SBU d'Ucraïna va afirmar que 80 van morir i 100 van resultar ferits, anomenant 64 dels morts. </br> Una font amb vincles amb Wagner i un metge militar rus va afirmar que entre 80 i 100 van morir i 200 van resultar ferits. </br> Un periodista rus va creure que entre 20 i 25 van morir, mentre que de la mateixa manera, CIT va estimar que n'havien mort entre 20 i 30. </br> El diari Novaya Gazeta va informar de 13 morts, mentre que l'ataman del districte cosac separat del Bàltic va declarar que no van morir més de 15 a 20. </br> Els comandants de Wagner van situar el nombre de morts en 14 o 15 com a màxim.                                  |
| guerra civil siriana                        | Maig de 2018 – present               | 17 morts                                                                   | A més, tres PMC pertanyents a l'empresa militar privada russa Shield també van morir a mitjans de juny de 2019. Dos dels tres eren antics membres de Wagner. |
| Guerra Civil de la República Centreafricana | Març de 2018 – present               | 18 morts                                                                   | |
| Revolució sudanesa                          | Desembre 2018-gener 2019             | 2 morts                                                                    | |
| Insurrecció a Cabo Delgado                  | Setembre 2019 – març 2020            | 11 morts                                                                   | |
| Segona Guerra Civil Líbia                   | Setembre de 2019 a l'actualitat      | 21–48                                                                      | El blogger rus Mikhail Polynkov va afirmar que no menys de 100 PMC havien estat assassinats a principis d'abril del 2020. Tanmateix, això no es va confirmar de manera independent. |
| Guerra de Mali                              | Desembre de 2021 fins a l'actualitat | 1 mort                                                                     | |
| Invasió russa d'Ucraïna                     | 24 de febrer de 2022 a l'actualitat  | 3 morts                                                                    | |

A les famílies de PMC assassinats se'ls prohibeix parlar amb els mitjans de comunicació en virtut d'una no divulgació que és un requisit previ perquè puguin obtenir una compensació de l'empresa. La compensació estàndard per a la família d'un empleat de Wagner assassinat és de fins a 5 milions de rubles (uns 80.000 dòlars), segons un funcionari de Wagner. En canvi, la xicota d'un combatent assassinat va declarar que les famílies reben entre 22.500 i 52.000 dòlars depenent del rang i la missió del PMC assassinat. A mitjans del 2018, els veterans militars russos van instar el govern rus a reconèixer l'enviament de contractistes militars privats per lluitar a Síria, en un intent d'aconseguir beneficis financers i mèdics per als PMC i les seves famílies.
El Centre Mèdic Internacional Sogaz de Sant Petersburg, una clínica propietat de la gran companyia d'assegurances AO Sogaz, ha tractat PMC que havien resultat ferits en combats a l'estranger des del 2016. Els alts càrrecs i propietaris de la companyia són familiars del president rus Putin o d'altres vinculats a ell. El director general de la clínica, Vladislav Baranov, també té una relació comercial amb Maria Vorontsova, la filla gran de Putin.

## Premis i honors
Els PMC del Grup Wagner han rebut premis estatals en forma de condecoracions militars i certificats signats pel president rus Putin. Els comandants de Wagner, Andrey Bogatov i Andrey Troshev, van rebre l'honor d'Heroi de la Federació Russa per ajudar a la primera captura de Palmira el març de 2016. Bogatov va resultar greument ferit durant la batalla. Mentrestant, Alexander Kuznetsov i Dmitry Utkin havien guanyat l'Orde del Coratge quatre vegades. Els familiars dels PMC assassinats també van rebre medalles del mateix Wagner, i la mare d'un lluitador assassinat va rebre dues medalles, una per "heroisme i valor" i l'altra per "sang i valentia". Wagner també va emetre una medalla per dur a terme operacions a Síria als seus PMC.
A mitjans de desembre de 2017, es va celebrar un torneig de powerlifting a Ulan-Ude, capital de la República Russa de Buriatia, dedicat a la memòria de Vyacheslav Leonov, un PMC de Wagner que va ser assassinat durant la campanya a Deir ez-Zor, a Síria. província. El mateix mes, el president de Rússia va signar un decret que establia el Dia Internacional del Voluntariat a Rússia, segons la resolució de l'ONU de 1985, que se celebrarà anualment cada 5 de desembre. El lloc de notícies rus Poliksal va associar la celebració russa del Dia del Voluntariat amb l'homenatge dels PMC de Wagner.
A finals de gener de 2018, va sorgir una imatge d'un monument a Síria, dedicat als "voluntaris russos". La inscripció al monument en àrab deia: "Als voluntaris russos, que van morir heroicament en l'alliberament dels camps petroliers sirians de l'EI". El monument estava situat a la planta de Haiyan, a uns 50 quilòmetres de Palmira, on es van desplegar els PMC de Wagner. També es va erigir un monument idèntic a Luhansk el febrer de 2018. A finals d'agost de 2018, es va construir una capella a prop de Goryachy Klyuch, al Krai de Krasnodar a Rússia, en memòria dels PMC de Wagner assassinats en la lluita contra l'EI a Síria. Per cada un dels morts s'encén una espelma a la capella. A finals de novembre de 2018, es va revelar que un tercer monument, també idèntic als dos de Síria i Luhansk, es va aixecar davant de la capella, que es troba a unes desenes de quilòmetres de la instal·lació d'entrenament del PMC a Molkin. 
La direcció del Grup Wagner i els seus instructors militars van ser convidats a assistir a la desfilada militar del 9 de maig de 2018, dedicada al Dia de la Victòria.
El 14 de maig de 2021 es va estrenar a l'estadi nacional de Bangui una pel·lícula russa inspirada en els instructors militars russos a la República Centreafricana. Titulat El Turista, representa un grup d'assessors militars russos enviats a la RCA la vigília de les eleccions presidencials i, després d'una violenta rebel·lió, defensen els locals contra els rebels. La pel·lícula va ser finançada per Yevgeny Prigozhin per millorar la reputació del Grup Wagner i va incloure alguns PMC de Wagner com a extres. Sis mesos més tard, es va erigir un monument a l'exèrcit rus a Bangui. A finals de gener de 2022, es va estrenar una segona pel·lícula sobre els PMC russos. La pel·lícula, titulada Granit, mostrava la història real de la missió dels contractistes a la regió de Cabo Delgado de Moçambic el 2019, contra militants islamistes.

## Morts de periodistes

### Mort de Maksim Borodin
El 12 d'abril de 2018, el periodista d'investigació rus Maksim Borodin va ser trobat molt ferit als peus del seu edifici, després de caure des del balcó del seu cinquè pis a Iekaterinburg. Posteriorment va ser hospitalitzat en coma i va morir a causa de les seves ferides tres dies després, el 15 d'abril. En les setmanes prèvies a la seva mort, Borodin va guanyar l'atenció nacional quan va escriure sobre la mort dels PMC de Wagner en la batalla amb les forces recolzades pels Estats Units a l'est de Síria a principis de febrer, que també van implicar atacs aeris nord-americans. Al llarg de febrer i març, Borodin va entrevistar familiars i comandants dels PMC del Grup Wagner i va assistir als seus funerals a la ciutat d'Asbest.
Les autoritats locals van dir que no es va trobar cap nota de suïcidi, però que és poc probable que la seva mort fos de caràcter criminal. També van afirmar que en el moment de la seva caiguda la porta del seu apartament estava tancada des de dins, la qual cosa indica que ningú no havia entrat ni sortit. Tot i que la policia va continuar la investigació, no tractava la seva mort com a sospitosa. No obstant això, Polina Rumiàntseva, redactora en cap de Novy Den, on treballava Borodin, va dir abans de morir que no podia descartar un delicte i que no hi havia cap motiu perquè se suïcidis. Harlem Désir, de l'OSCE, va dir que la mort era "de gran preocupació" i va demanar una investigació exhaustiva. L'amic de Borodin va declarar que un dia abans de la seva caiguda, Borodin s'havia posat en contacte amb ell a les cinc del matí dient-li que hi havia "algú amb una arma al balcó i gent amb camuflatge i màscares al replà de l'escala". Havia estat intentant trobar un advocat, però més tard en Borodin va tornar a trucar al seu amic i li va dir que s'havia equivocat i que pensava que els homes havien estat participant en algun tipus d'exercici d'entrenament. Després de la mort de Borodin, Rumiàntseva va declarar que Novy Den havia estat al seu apartament i que no hi havia indicis de lluita, mentre que els investigadors pensaven que Borodin havia anat al balcó a fumar i havia caigut. Tot i així, Rumiàntseva va afirmar: "Si fins i tot hi ha cap indici d'alguna cosa criminal, ho farem públic". Borodin també tenia fama local per dur a terme investigacions de presons i funcionaris corruptes a la seva privíncia natal de Sverdlovsk.

### Morts a la República Centreafricana
El 30 de juliol de 2018, tres periodistes russos (Kirill Radchenko, Alexander Rastorguyev i Orkhan Dzhemal) pertanyents a l'organització de notícies en línia russa Investigation Control Center (TsUR), que està vinculada a Mikhail Khodorkovsky, van ser emboscats i assassinats per assaltants desconeguts a la República Centreafricana, tres dies després d'haver arribat al país per investigar locals. Activitats de Wagner. L'emboscada va tenir lloc a 23 quilòmetres de Sibut quan uns homes armats van sortir de la mata i van obrir foc contra el seu vehicle. El conductor dels periodistes va sobreviure a l'atac, però després va ser mantingut incomunicat per les autoritats. En la seva resposta als assassinats, el ministeri d'Afers Exteriors de Rússia va assenyalar que els periodistes morts havien viatjat sense acreditació oficial.
Tant la BBC News com l'AFP van dir que les circumstàncies de la seva mort no estaven clares. Segons l'agència de notícies Interfax, el robatori podria haver estat un motiu. Un equip fotogràfic car i més de 8.000 dòlars van desaparèixer de l'escena, tot i que tres bidons de gasolina, que es considera una mercaderia valuosa a la RC, van quedar al vehicle. Un funcionari local i el seu conductor van afirmar que els atacants portaven turbant i parlaven àrab. Els mitjans de comunicació estatals russos i de la RCA van informar inicialment que les autoritats sospitaven que els rebels de la Seleka estaven darrere dels assassinats. Segons els residents locals, entrevistats pels investigadors de Khodorkovsky, unes 10 persones havien acampat a prop abans de l'emboscada, esperant allà durant diverses hores. Poc abans de l'atac, van veure passar un altre cotxe amb "tres homes blancs armats... i dos centreafricans". Segons un informe inicial a The New York Times, no hi havia cap indici que els assassinats estiguessin relacionats amb la investigació dels periodistes sobre les activitats del Grup Wagner a la República Centreafricana, però un article de seguiment citava un investigador de Human Rights Watch. qui va comentar que "Moltes coses no sumen" pel que fa als misteriosos assassinats. Va reafirmar que no hi havia res que contradigués la versió oficial que els assassinats van ser un acte aleatori de lladres, però va assenyalar l'especulació dins de Rússia que culpava al Grup Wagner, alhora que va afegir una teoria d'un mitjà de comunicació africana poc conegut que França, que governava anteriorment. el CAR, quan era una colònia, estava darrere dels assassinats com a advertència a Moscou per mantenir-se lluny de la seva àrea d'influència. L'analista de defensa amb seu a Moscou, Pavel Felgenhauer, va pensar que era poc probable que fossin assassinats pels PMC de Wagner, mentre que el servei de seguretat ucraïnès va afirmar que tenia proves sobre la participació dels PMC.
Durant la seva investigació, els periodistes van intentar entrar al campament dels PMC, però se'ls va dir que necessitaven l'acreditació del Ministeri de Defensa del país. Anteriorment, l'acreditació només es donava a un periodista de l'AFP que tot i així no tenia permís per fer cap fotografia ni entrevistar ningú. Els assassinats van tenir lloc un dia després que els periodistes visitessin el campament del Grup Wagner a Berengo. Segons Christo Grozev de Bellingcat, després que els periodistes arribessin al CAR, el coronel del Grup Wagner. Konstantin Pikalov va emetre una carta descrivint com s'havien de seguir i espiar.
El gener de 2019, es va revelar que, segons les proves recollides pel Dossier Center de Khodorkovsky, un major de la Gendarmeria Centreafricana va estar involucrat en l'emboscada. El major estava en comunicació regular amb el conductor dels periodistes el dia dels seus assassinats i tenia comunicacions freqüents amb un PMC de Wagner que era un entrenador especialitzat en contravigilància i reclutament a l'Àfrica Central. També es va dir que l'oficial de policia va assistir a un campament dirigit per entrenadors militars russos a la frontera amb el Sudan i va mantenir contacte regular amb els PMC russos després del seu entrenament. La investigació dels assassinats per part del Dossier Center es va suspendre dos mesos després per manca de participació d'agències i organitzacions governamentals.

## Altres possibles activitats

### Belarús
El juliol del 2020, abans de les eleccions presidencials del país, les forces de l'ordre belarusses van detenir 33 contractistes de Wagner. Les detencions es van produir després que les agències de seguretat rebin informació sobre més de 200 PMC que van arribar al país "per desestabilitzar la situació durant la campanya electoral", segons l'Agència de Telègrafs de Belarús (BelTA). El Consell de Seguretat belarús va acusar els detinguts de preparar "un atac terrorista". Radio Liberty, finançada pels Estats Units, va informar que els contractistes possiblement anaven camí cap al Sudan, citant imatges de vídeo que mostraven moneda sudanesa i una targeta telefònica que representava la mesquita Khatmiya de Kassala entre les pertinences dels arrestats. Altres també creien que els contractistes simplement estaven utilitzant Belarús com a lloc d'escenificació en el seu camí cap a o des de la seva darrera tasca, possiblement a Àfrica, amb BBC News assenyalant les imatges de la moneda sudanesa i una targeta telefònica sudanesa també. Rússia va confirmar que els homes estaven empleats per una empresa de seguretat privada, però va declarar que s'havien quedat a Belarús després de perdre el seu vol de connexió a Turquia i va demanar el seu alliberament ràpid. El cap del grup d'investigació belarús va assegurar que els contractistes no tenien previst volar més a Turquia i que estaven donant "comptes contradictoris". Els PMC van declarar que anaven camí a Veneçuela, Turquia, Cuba i Síria. Les autoritats belarusses també van dir que creien que el marit de la candidata a la presidència de l'oposició Sviatlana Tsikhanouskaya podria tenir vincles amb els homes detinguts i van iniciar una causa penal contra ell. Els mercenaris detinguts van ser retornats a Rússia dues setmanes després.
Durant la detenció dels contractistes, els mitjans russos van informar que el Servei de Seguretat d'Ucraïna havia atret els PMC a Belarús amb el pretext d'un contracte per a la protecció de les instal·lacions de Rosneft a Veneçuela. El pla de l'operació era forçar l'aterratge d'emergència de l'avió del contractista des de Minsk mentre volava per l'espai aeri ucraïnès i, un cop aterrats, els PMC haurien estat detinguts. Més tard, el president rus Putin també va declarar que els homes detinguts eren víctimes d'una operació conjunta d'intel·ligència d'Ucraïna i dels Estats Units. Tot i que el cap de gabinet del president ucraïnès, Andriy Yermak, va negar la seva implicació en les detencions, posteriorment, diversos periodistes, membres del parlament i polítics ucraïnesos van confirmar l'operació. L'operació estava suposadament planificada per a un any, ja que Ucraïna va identificar els PMC que van lluitar a l'est d'Ucraïna i van estar implicats en l'abatiment del vol 17 de Malaysia Airlines el juliol de 2014. L'operació va fracassar després d'haver estat ajornada per l'Oficina del President d'Ucraïna, que segons es va informar només en la seva etapa final. El periodista ucraïnès Yuri Butusov va acusar Andriy Yermak de "traïció" després d'haver donat a conèixer deliberadament informació sobre l'operació a Rússia. Butusov també va informar que l'agència d'intel·ligència turca MİT també va participar en l'operació. El fracàs de l'operació va provocar acomiadaments i procediments penals entre el personal del Servei de Seguretat d'Ucraïna, segons un representant d'intel·ligència ucraïnès utilitzant el pseudònim "Bogdan". L'expresident ucraïnès Petro Poroshenko també va afirmar el desembre de 2020 que va sancionar l'operació a finals de 2018.

### Nagorno-Karabakh
Diversos dies després que els mitjans russos informés que els PMC russos estaven preparats per lluitar contra l'Azerbaidjan a Nagorno-Karabakh, una font del Grup Wagner, així com l'analista militar rus Pavel Felgenhauer, van informar que els contractistes de Wagner van ser enviats per donar suport a les forces armades del va reconèixer parcialment la República d'Artsakh contra l'Azerbaidjan durant la guerra de Nagorno-Karabakh del 2020 com a operadors ATGM. No obstant això, Bellingcat va informar que el Grup Wagner no era present a Nagorno-Karabakh, apuntant al canal públic Reverse of the Medal (RSOTM), utilitzat pels PMC russos, inclòs Wagner. RSOTM va publicar dues imatges i una cançó al·ludint a la possibilitat que els PMC de Wagner arribessin a Nagorno-Karabakh, però Bellingcat va determinar que les imatges no estaven relacionades.
Després del final de la guerra, el capità militar retirat Viktor Zlobov va declarar que els PMC de Wagner van tenir un paper important a l'hora de preservar el territori que va romandre sota control armeni durant el conflicte i van ser els principals responsables que els armenis van aconseguir mantenir el control de la ciutat de Shusha durant tant de temps com ho van fer abans que finalment fos capturat per l'Azerbaidjan durant la gran batalla que va tenir lloc. Turquia va informar que 380 "roses d'ulls blaus" van participar en el conflicte al costat d'Artsakh, mentre que algunes publicacions russes van situar en 500 el nombre de PMC de Wagner que van arribar a la regió a principis de novembre. Es va dir que 300 d'aquests van prendre part en la batalla de Shusha i una foto d'un Wagner PMC, feta pel que sembla davant d'una església de Shusha durant la guerra, va aparèixer a Internet el mes següent.
El mitjà de notícies rus OSN va informar que l'arribada dels PMC també va ser un dels factors que va portar a l'aturada de l'ofensiva de l'Azerbaidjan contra Nagorno-Karabakh.

### Burkina Faso
Després de més de sis anys d'una insurrecció gihadista a Burkina Faso, el 23 de gener de 2022 es va produir un cop d'estat, amb l'exèrcit deposant al president Roch Marc Christian Kaboré i declarant que el parlament, el govern i la constitució havien estat dissolts. El cop d'estat va ser liderat pel tinent coronel Paul-Henri Sandaogo Damiba i va ser com a resposta al fracàs del govern per reprimir la insurrecció islamista, que ha deixat 2.000 morts i entre 1,4 i 1,5 milions de desplaçats. La ira també es va dirigir cap a França, que donava suport militar al govern.
Un dia després del cop d'estat, Alexander Ivanov, el representant oficial dels entrenadors militars russos a la RCA, va oferir formació als militars burkinés. Posteriorment, es va revelar que poc abans de la presa de poder militar el tinent coronel Damibaa va intentar persuadir el president Kaboré perquè s'enfrontés al Grup Wagner contra els insurgents islamistes. A més, menys de dues setmanes abans de la presa de possessió, el govern va anunciar que havia frustrat un cop d'estat, després del qual es va especular que el Grup Wagner podria intentar establir-se a Burkina Faso. El cop d'estat va trobar un suport important al país i va ser seguit per protestes contra França i en suport a la presa de possessió, amb els manifestants demanant la intervenció de Rússia. El Departament de Defensa dels Estats Units va declarar que coneixia les al·legacions que el Grup Wagner podria haver estat "una força darrere de la presa de poder militar a Burkina Faso", però no va poder confirmar si eren certes.